# Каменск-Уральский
Ка́менск-Ура́льский — город областного подчинения на юге Свердловской области России.
Административный центр двух муниципальных образований: Каменск-Уральского городского округа и Каменского муниципального округа, при этом не входит в состав последнего.
Город Каменск-Уральский также образует одноимённое административно-территориальное образование и является центром Каменского района, не входит в его состав. Центр Южного управленческого округа.
Третий по численности населения и экономическому потенциалу промышленный и культурный центр Среднего Урала. Входит в десятку самых крупных железнодорожных транспортных узлов страны. Здесь пересекаются Восточный Уральский железнодорожный ход и Казанский ход Транссиба.
Поселение основано по указу царя Фёдора Алексеевича от 3 февраля 1682 года. Статус города официально был присвоен в 1940 году.
Распоряжением Правительства РФ от 29 июля 2014 года № 1398-р (ред. от 24 ноября 2015 года) «Об утверждении перечня моногородов», включён в список моногородов Российской Федерации с наиболее сложным социально-экономическим положением.
Указом Президента Российской Федерации от 20 мая 2021 года городу было присвоено звание «Город трудовой доблести». В сентябре 2023 года начали собирать стелу на площади перед Лениным, которую открыли 4 ноября 2023 года.

## Физико-географическая характеристика

### Географическое положение
Город расположен на границе равнинной части восточного склона Среднего Урала с Западной Сибирью, в юго-западной части Туринской равнины, у слияния рек Каменки и Исети, в 96 километрах к юго-востоку от областного центра города Екатеринбурга. Является самым южным городом Свердловской области. Река Исеть делит город на два административных района: Синарский и Красногорский. В черте города в Исеть впадает река Каменка, образуя при слиянии небольшой пруд. Кроме того, река Каменка выше по течению образует городской Каменский пруд.
Протяжённость города с севера на юг составляет приблизительно 27 км, с запада на восток — 15 км. В настоящее время площадь Каменска-Уральского составляет 142 км². Каменск-Уральский находится на высоте 167 м над уровнем моря. Местность представляет собой слабо рассечённую равнину. В черте города находятся Волковское водохранилище, озеро Мазуля, карьеры в посёлке Силикатном.
Непосредственно через город Каменск-Уральский проходит граница Урала и Западной Сибири, при этом бо́льшая часть Синарского района оказывается в Западной Сибири, а Красногорский район, Старый Каменск и Ленинский район находятся на Урале.

### Климат
Климат территории умеренно континентальный. Зимой преимущественно сказывается влияние сибирского антициклона, обуславливающего устойчивую морозную погоду. Наблюдаются частые вторжения холодных воздушных масс с севера и тёплых с юга, с которыми связаны изменения погоды. Летом холодную погоду нередко приносят воздушные массы с Баренцева и Карского морей.
Многолетняя среднегодовая температура +2,4 °C, средняя температура самого жаркого месяца (июля) 19,3 °C и самого холодного месяца (января) −13,5 °C. Преобладающие ветры северо-западные, западные и юго-западные.
Район относится к зоне достаточного увлажнения, среднегодовое количество осадков составляет 467 мм. Большая часть осадков выпадает в тёплый период года (350 мм).
- Среднегодовая температура воздуха +2,4 °C
- Относительная влажность воздуха 69,0 %
- Средняя скорость ветра в зимний период (по СП 20.13330.2011) 4 м/с

| Показатель                                                    | Янв.  | Фев.  | Март | Апр. | Май  | Июнь | Июль | Авг. | Сен. | Окт. | Нояб. | Дек.  | Год |
| ------------------------------------------------------------- | ----- | ----- | ---- | ---- | ---- | ---- | ---- | ---- | ---- | ---- | ----- | ----- | --- |
| Средняя температура, °C                                       | −13,5 | −12,9 | −6,9 | 2,8  | 11,9 | 18,0 | 19,3 | 16,2 | 10,1 | 2,7  | −7,5  | −12,7 | 2,4 |
| Норма осадков, мм                                             | 22    | 17    | 14   | 26   | 43   | 66   | 88   | 59   | 48   | 38   | 28    | 24    | 473 |
| Источник: climate-data.org, метеостанция Каменска-Уральского. |       |       |      |      |      |      |      |      |      |      |       |       |     |

### Гидрография
Через весь город с северо-запада на юго-восток протекает река Исеть. Река Каменка протекает в Синарском районе.
На юго-западе от города протянулась цепочка озёр: Большой и Малый Сунгуль, Червяное, Шаблиш. Это степные водоёмы с низкими песчаными берегами, некоторые из озёр имеют солоноватую воду.

### Растительный и животный мир
Территория вокруг города входит в лесостепную зону (тайгу). Преобладают боры, берёзовые рощи и берёзово-осиновые колки, которые сочетаются с луговой степью. При этом весь лес молодой, легкопроходимый. Тайга, окружавшая Каменский завод в XVIII—XIX веках, была вырублена для изготовления древесного угля. Из кустарников встречаются калина, можжевельник, боярышник, ракитник, шиповник, а на юге — степная (кустарниковая) вишня.
Животный мир достаточно разнообразен, встречаются заяц, косуля, бобёр, ондатра, белка, лиса, барсук, ласка, куница, ёж, лось. В окрестностях города насчитывается около 250 видов птиц. В городе встречаются голубь, воробей, ворон, сорока, грач, трясогузка, дятел, соловей, ласточка, чайка, синица, щегол, снегирь, утка, цапля, сойка, поползень.

### Экологическая ситуация
Согласно докладам Министерства природных ресурсов и экологии Свердловской области в городе высокий уровень загрязнения атмосферного воздуха. Наибольший выброс загрязняющих веществ в атмосферу приходится на автотранспорт (удельный вес выбросов 40,7 %), производство тепло- и электроэнергии, производство кремния и глинозёма.
Главная река города — Исеть — загрязняется сбросами промышленных предприятий по всему своему течению ещё до Каменска-Уральского. Вода реки на территории города не пригодна для купания. Сброс в реку и её притоки осуществляют 13 предприятий города. Наибольший объём сброса загрязнённых сточных вод осуществляют ПАО «СинТЗ», филиал «УАЗ-СУАЛ» АО «СУАЛ», ОАО «КУМЗ». Среди сбрасываемых веществ: нефтепродукты, взвешенные вещества, сульфаты, хлориды, азот аммонийный, алюминий, железо, марганец, медь, фтор, фосфаты, кальций и др. На территории города действует 11 комплексов очистных сооружений суммарной проектной мощностью 59,0 млн м³/год.
В 2003 году в 28,2 % проб почв, взятых на территории Каменска-Уральского, выявлено высокое загрязнение тяжёлыми металлами (среди них: Mn, Zn, Ni, Cr, Cu, Cd, Co, Pb). Тем не менее уровень загрязнения почвы характеризуется как допустимый.
В 2005 году предприятия вывезли на полигоны 255,61 тысяч м³ твёрдых отходов, что составляет 0,47 % в общем объёме образования отходов по области. Почвы города находятся под воздействием загрязняющих веществ, таких как бенз(а)пирен, кадмий, мышьяк, ртуть, селен, цинк и др. На территории города расположено 20 объектов размещения отходов общей площадью 547,1 га. В 2016 году произведена рекультивация отработанных шламотвалов.
ОАО «Каменск-Уральский металлургический завод» снизило объёмы образования отходов и их утилизации в качестве шихты при производстве сплавов на 10,6 тыс. т (на 7,4 %) и 9 тыс. т (на 6,8 %) соответственно в связи со снижением объёма выпуска продукции и полуфабрикатов.
В 2020 году по сравнению с 2019 годом среднегодовое содержание в атмосферном воздухе взвешенных частиц РМ10 снизилось (ориентировочно с 0,08 до 0,07 ПДКсг), оксида азота − повысилось (с 0,07 до 0,08 ПДКсс), диоксида азота не изменилось (осталось на уровне 0,56 ПДКсс).
Наибольшее количество загрязняющих веществ выбрасывается в атмосферный воздух при производстве и распределении электроэнергии, газа и воды и производстве алюминия.

### Часовой пояс
Город Каменск-Уральский, как и вся Свердловская область, находится в часовой зоне МСК+2. Смещение применяемого времени относительно UTC составляет +5:00.

## История

### Основание поселения
Первое постоянное поселение на территории будущего города появилось после того, как на берегах Каменки и Исети была найдена железная руда. Руда залегала у самой поверхности, легко добывалась ручным способом. Этим решил воспользоваться Далматовский монастырь и попросил у казны эти земли, как никем неосвоенные и неиспользуемые. В 1682 году вышел указ, по которому монастырь получил их во владение. Монастырь переселил на берега Каменки часть своих крестьян, основав тут Железенское поселье, и в небольших печах выплавлял железо для собственных нужд.
В 1700 году в результате битвы при Нарве русская армия потеряла практически всю артиллерию. Качественное железо в те времена закупалось за границей, но война прервала торговые связи. Пётр I обратил внимание на богатый рудами, но совершенно неосвоенный Урал. Руда по берегам Каменки и Исети оказалась настолько хорошей, что земли были изъяты обратно в казну. В 1701 году был издан указ Петра I о строительстве здесь железоделательного завода — основы будущего города, 15 октября 1701 года был выплавлен первый чугун. Это был первый чугунолитейный завод на Урале. В XVIII—XIX веках поселение около него называлось Каменский Завод.
В январе 1774 года Каменский Завод оказался в зоне крупного крестьянского восстания под руководством Емельяна Пугачёва. Отряд из 500 человек, под началом атамана Чиры, пришедший из Каслей, при поддержке взбунтовавшихся рабочих 10 января 1774 года захватил завод. Каменские мастеровые отлили для пугачёвцев десять пушек и около трёхсот пудов ядер. 3 марта 1774 года царский полк разбил двухтысячный отряд восставших и вернул завод казне. В городе одна из улиц названа именем Пугачёва, а в Старом Каменске между улицей Овсянникова и лагерем «Три пещеры» расположен Чиров лог, где располагался отряд атамана Чира. Устье лога — геоморфологический и исторический памятник природы.

### Развитие поселения в ΧΙΧ веке
С 1825 по 1829 год облик будущего города изменился коренным образом. По проектам прибывшего в город главного архитектора Уральских горных заводов М. П. Малахова была выполнена реконструкция Каменского завода: построены две новые домны, здание заводоуправления, склады, госпиталь, перестроен главный храм города.
Заводские работники были навечно закреплены за заводами и не имели права их покидать. Отмена крепостного права для заводчан случилась на два года позже, чем по России в целом, 30 ноября 1863 года, когда вышла «Уставная грамота Пермской губернии и Камышловского уезда Каменского завода и двух отнесённых к нему селений Байновского и Красногорского».
В 1885 году Каменский завод был соединён железнодорожным сообщением со станцией Богданович строящейся транссибирской магистрали. Первоначально станция называлась Островская в честь первого начальника Уральской железной дороги Н. С. Островского, затем была переименована в Синарскую.
В 1903 году произошла первая электрификация[прояснить].

Фото Каменска-Уральского С. М. Прокудина-Горского
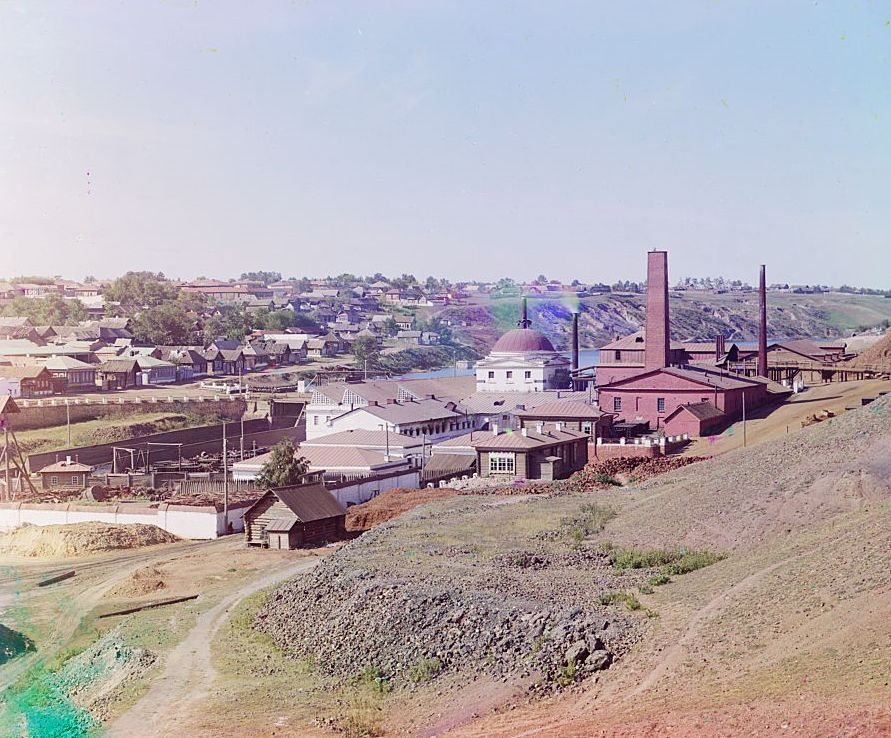
Вид на Каменский завод
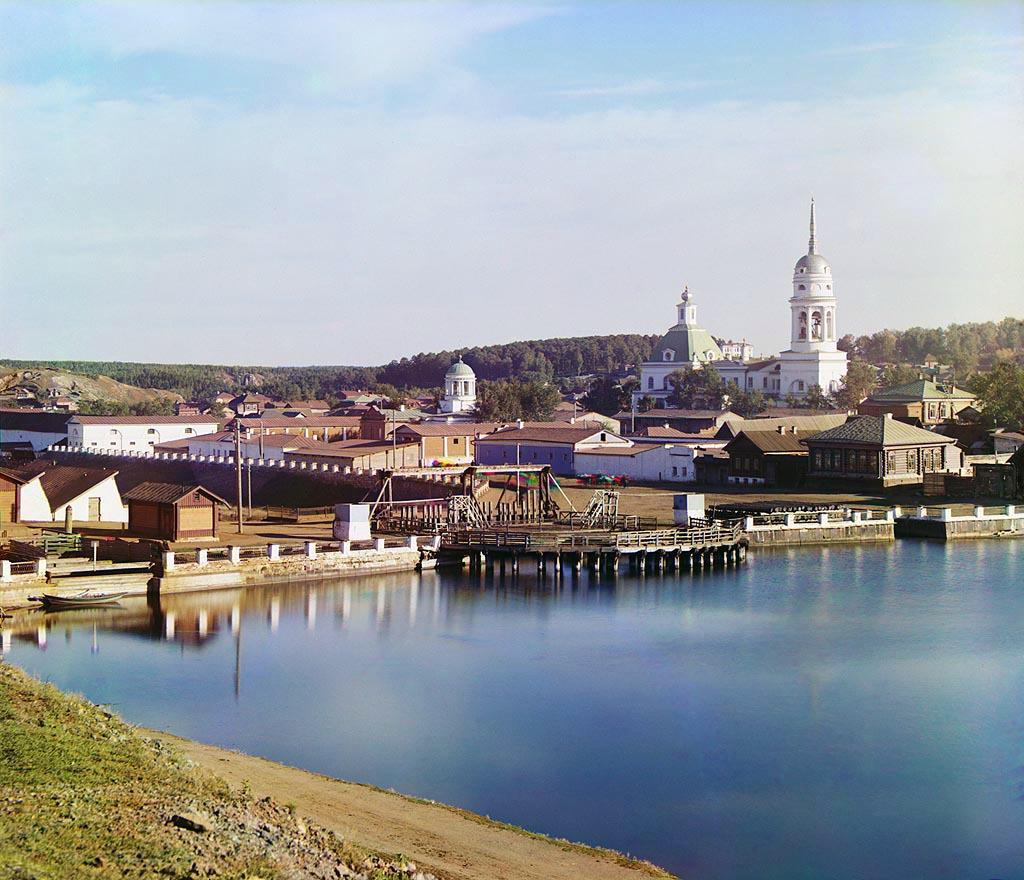
Каменский завод с рабочими поселениями
Контора Каменского завода
Вид на заводские постройки и Троицкий собор
Преображенский монастырь

### Первая половина ΧΧ века
1 октября 1923 года Каменский завод был поставлен на консервацию, а в апреле 1926 года — закрыт по решению «Гормета». Причинами этому послужили устаревшее оборудование и отсутствие топлива. Завод проработал почти 225 лет. Одним из видов продукции, которую выпускал в последние годы своей работы Каменский завод, были чугунные водопроводные трубы. Потребность в трубах, наличие опытных работников и удобных транспортных путей обусловили тот факт, что 3 апреля 1931 года было принято решение о строительстве в Каменске трубного завода (в районе железнодорожной станции Синарской). В 1934 году Синарский трубный завод был пущен в работу.
В 1930-е годы Каменск становится крупным индустриальным центром Урала. Геологоразведочная партия, которая начала работать в Каменске в 1929 году, исследовала залежи железной руды, каменного угля, торфа, известняков, строительного песка, а также обнаружила залежи алюминиевой руды — бокситов. 3 декабря 1932 года Совет труда и обороны принял решение о строительстве Уральского алюминиевого завода в районе деревни Красная Горка. 5 сентября 1939 года Уральский алюминиевый завод был пущен.
Посёлок уже более не ассоциировался с единственным заводом и носил короткое название — Каменск, 20 апреля 1935 года он получил статус города. 6 июля 1940 года Указом Президиума Верховного Совета РСФСР город Каменск выделен из состава Каменского района и отнесён к категории городов областного подчинения с присвоением наименования Каменск-Уральский. 16 июня 1942 года указом Президиума Верховного Совета РСФСР город Каменск-Уральский и Каменский район были переданы из состава Челябинской области в Свердловскую область. В 1941—1942 годах, когда город был ещё в составе Челябинской области, в Каменск-Уральский были эвакуированы несколько заводов.

#### Послевоенные годы

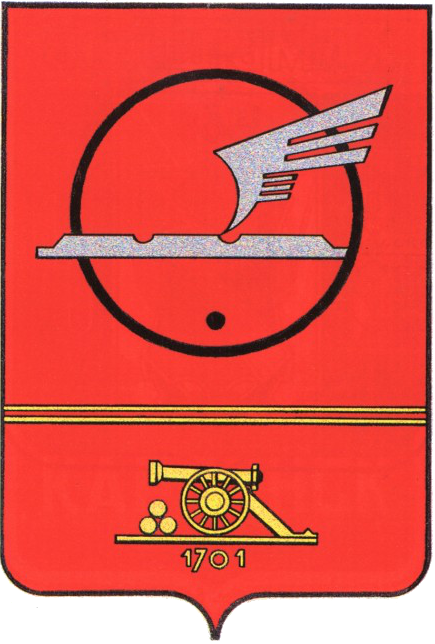
Герб (1971)

В годы Великой Отечественной войны Уральский алюминиевый завод был единственным в стране алюминиевым заводом, обеспечивающим металлом авиацию СССР.
В 1942 году в связи с вынужденной эвакуацией Кольчугинского завода, а также Московского прокатного и Ростовского фольгопрокатного заводов в Каменске-Уральском начал работать завод по обработке цветных металлов — теперь КУЗОЦМ. Ещё одно предприятие, эвакуированное в 1942 году из Балашихи и давшее продукцию уже в марте 1942 года — Каменск-Уральский литейный завод.
5 мая 1944 года завершено строительство Каменск-Уральского металлургического завода. После войны индустриализация города продолжилась за счёт оставшихся здесь эвакуированных предприятий металлургии и машиностроения. Город стал третьим в области по значимости и числу населения после Екатеринбурга и Нижнего Тагила.
Для промышленного выпуска авиационных высотомеров в 1949 году в городе было начато строительство крупного радиозавода (ПО «Октябрь») и открыто Уральское проектно-конструкторское бюро «Деталь» (ранее называвшееся ОКБ-379). В сентябре 1951 года на радиозаводе была выпущена первая продукция.
В 1957 году больше любого другого города пострадал от ядерной аварии на ПО «Маяк».
В 1960 году в первую очередь для нужд предприятий началась газификация города.
1 февраля 1963 года Совет депутатов трудящихся города Каменск-Уральского передан в подчинение Свердловскому областному Совету депутатов трудящихся.
В 1970 году радиоэлектронная промышленность города пополнилась заводом электрических соединителей для авиационной и космической техники «Исеть».
В 1980-х и 1990-х годах в городе не появилось новых крупных промышленных предприятий. Существующие заводы постепенно наращивали объёмы производства, строились новые цеха, внедрялась автоматизация, осваивались новые виды продукции (особенно товары народного потребления). В 1990-х на западной окраине Красногорского района строится новый крупный жилой микрорайон «Южный».

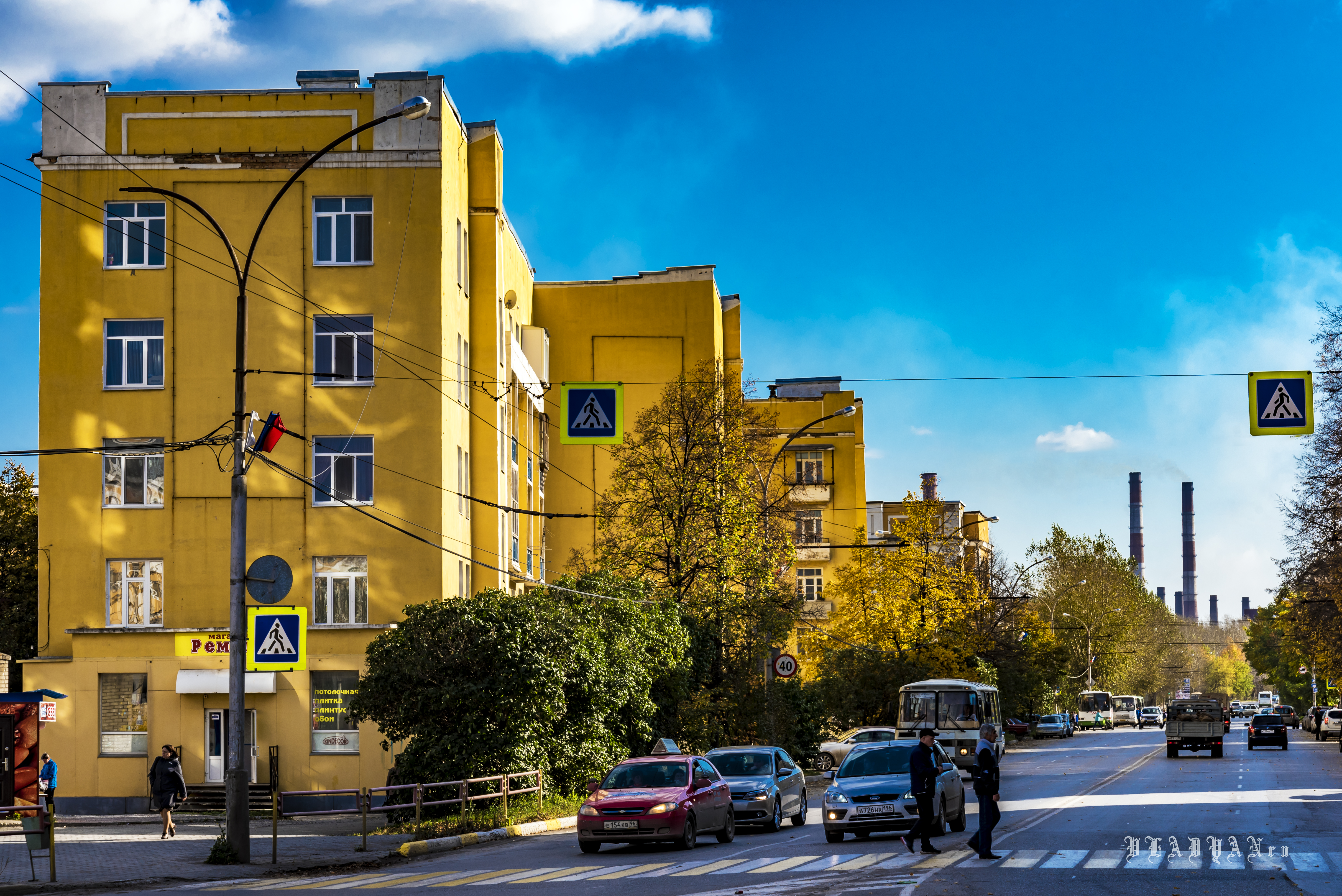
«Городок алюминщиков» (1937) в Красногорском районе — памятник архитектуры конструктивизма
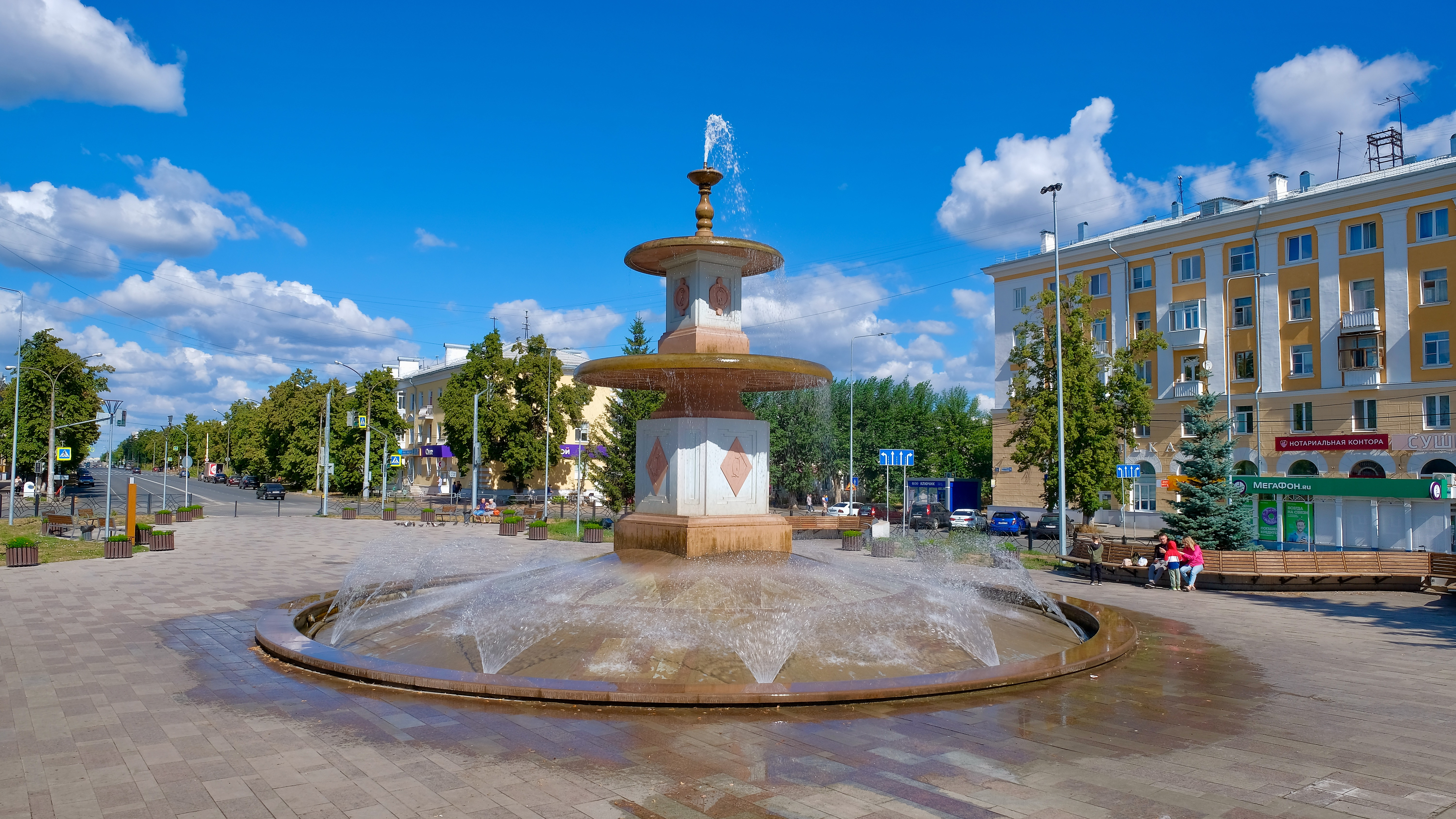
Фонтан на площади Горького
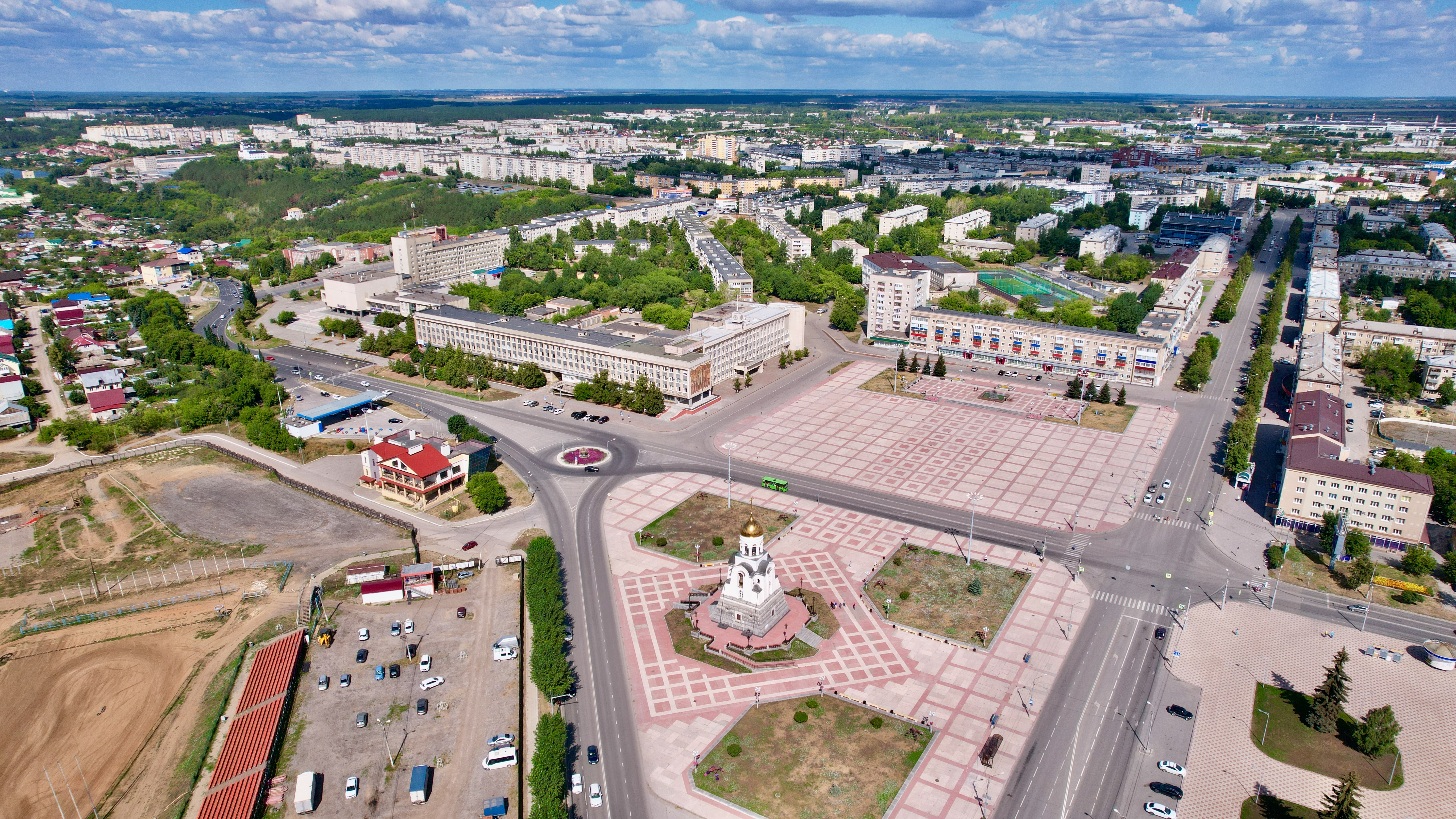
Площадь Ленинского Комсомола
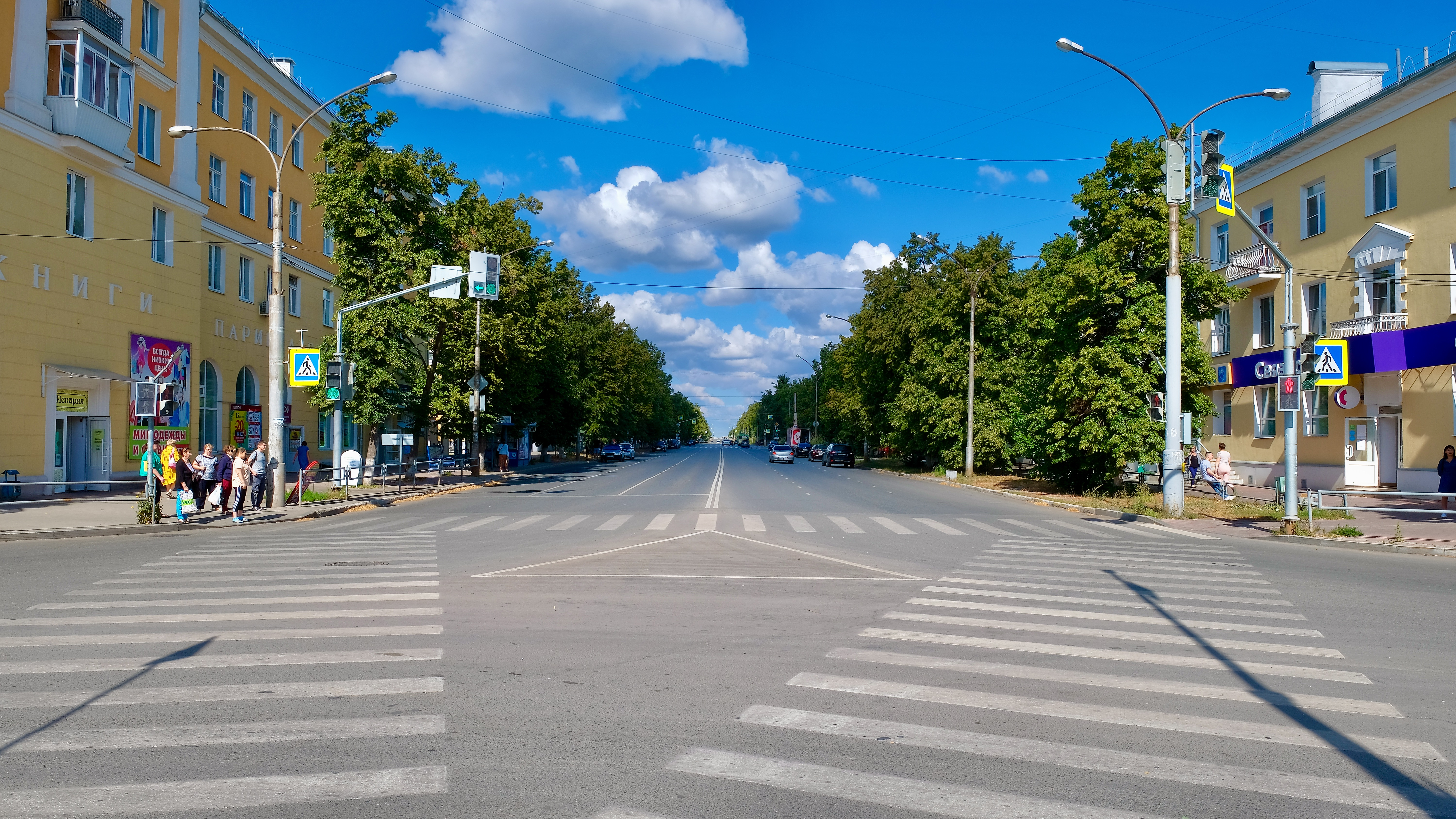
Улица Алюминиевая

### Конец ΧΧ века

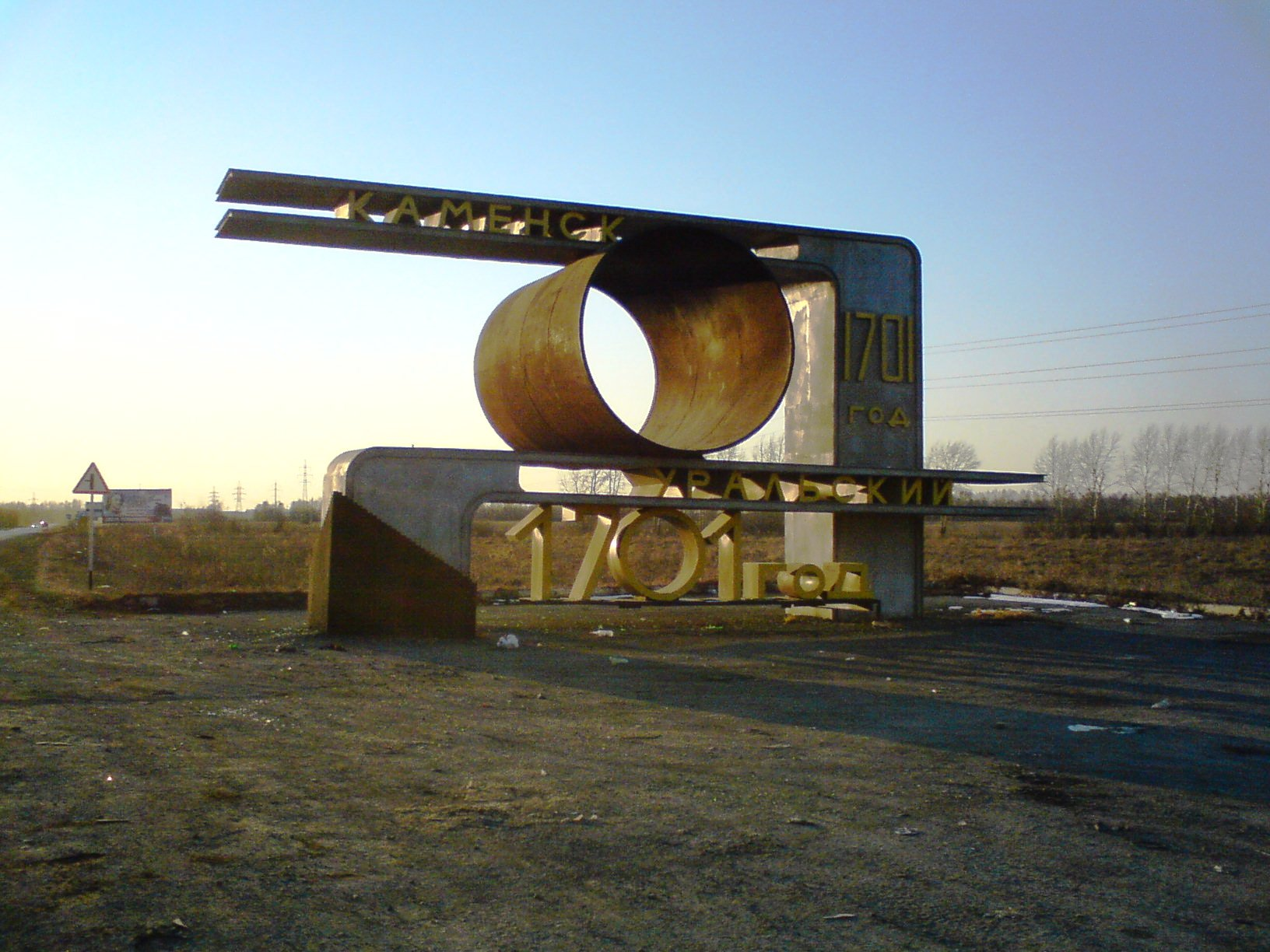
Скульптура на восточном въезде в город (Курганский тракт)

После распада СССР градообразующие предприятия города столкнулись с новой проблемой: продукция, которой всегда не хватало даже при перевыполнении государственного плана, не находит сбыта. Вчерашние покупатели не могли расплатиться за уже поставленные товары, отсюда не было денег на сырьё и выплату зарплаты.
В 1992 году начался процесс приватизации заводов города. Он сопровождался задержками зарплаты, сокращением работников, сокращением рабочей недели. Детские сады, лагеря отдыха, спортивные сооружения были переданы заводами муниципалитету, который был не в состоянии справиться с их финансированием. Численность населения в эти годы начинает уменьшаться, что было связано не только с естественной убылью, но и миграцией из города в поисках работы. Вблизи города в большом количестве появились новые коллективные сады, огороды.
Толчок для развития получили мелкая торговля и сфера обслуживания. На пересечениях улиц, остановках появились стоящие вплотную торговые точки в виде больших железных коробок с маленькими зарешеченными окошками. Свои представительства в городе имели финансовые пирамиды МММ, «Хопёр-Инвест», «Русский дом Селенга» и другие.
Появилось первое кабельное телевидение и первая в городе телекомпания «Факт».
После сильного спада производства крупные предприятия (в частности ОАО «СинТЗ», ОАО «КУМЗ», ОАО «КУЗОЦМ») начали развитие экспорта своей продукции на рынки Северной Америки и Западной Европы.
Новые правила торговли привели к тому, что железные киоски постепенно исчезли. Их заменили магазинчики, устроенные на первых этажах в бывших квартирах по центральным улицам города (Алюминиевой, проспекту Победы, Суворова), остановочные комплексы, мини-рынки.

### ΧΧΙ век
В 2001 году проводились масштабные празднования 300-летия города, сопровождающиеся концертами, карнавалом, салютом. Также по этому случаю впервые за многие годы проходит ремонт фасадов домов, асфальтового покрытия.
Открываются крупные торговые и торгово-развлекательные центры: «Дом» (до 2009 года — «Кит»), «Апельсин-City»(позднее — «Мегамарт», сейчас — «Магнит Экстра»), «Октябрьский», «Мегамарт», «Джаzz»; автосалоны.
Финансовый кризис, начавшийся в 2008 году, в первую очередь ударил по банковской сфере и предприятиям металлургии («УАЗ», «КУМЗ», «СинТЗ», «КУЗОЦМ»). Уже в ноябре они объявили о сокращении штатов, а «КУЗОЦМ» и «УАЗ» оказались под угрозой закрытия. После этого о сокращении объявили ПО «Октябрь», ОАО "Завод «Исеть», а также более мелкие предприятия.
28 декабря 2010 года на промплощадке СинТЗ открылось новое совместное предприятие «ТМК-ИНОКС» и «Роснано» по производству нержавеющих труб с использованием нанотехнологий.

## Население
| 1857     | 1873     | 1904     | 1926     | 1931     | 1939     | 1956     | 1959     | 1962     | 1967     | 1970     |
| -------- | -------- | -------- | -------- | -------- | -------- | -------- | -------- | -------- | -------- | -------- |
| 6300     | ↘4829    | ↘4297    | ↗5000    | ↗8700    | ↗51 400  | ↗122 000 | ↗141 019 | ↗152 000 | ↗161 000 | ↗169 270 |
| 1973     | 1975     | 1976     | 1979     | 1982     | 1985     | 1986     | 1987     | 1989     | 1990     | 1991     |
| ↗175 000 | ↗182 000 | →182 000 | ↗187 401 | ↗193 000 | ↗202 000 | →202 000 | ↗204 000 | ↗207 780 | ↘199 000 | ↗209 000 |
| 1992     | 1993     | 1994     | 1995     | 1996     | 1997     | 1998     | 1999     | 2000     | 2001     | 2002     |
| →209 000 | ↘208 000 | ↘207 000 | ↘196 000 | ↘194 000 | →194 000 | ↘192 000 | →192 000 | ↘190 600 | ↘188 300 | ↘186 153 |
| 2003     | 2004     | 2005     | 2006     | 2007     | 2008     | 2009     | 2010     | 2011     | 2012     | 2013     |
| ↗186 200 | ↘184 600 | ↘183 300 | ↘182 500 | ↘181 600 | ↘181 000 | ↘180 139 | ↘174 689 | ↗174 700 | ↘173 142 | ↘172 145 |
| 2014     | 2015     | 2016     | 2017     | 2018     | 2019     | 2020     | 2021     | 2023     | 2024     | 2025     |
| ↘171 483 | ↘170 922 | ↘170 221 | ↘169 929 | ↘168 997 | ↘167 354 | ↘166 086 | ↘164 192 | ↘162 177 | ↘161 085 | ↘160 312 |

На 1 января 2025 года по численности населения город находился на 113-м месте из 1124 городов Российской Федерации.
На 1 января 2017 года численность постоянного населения на территории города составила 171, 9 тыс. человек.
Резкое увеличение численности населения в XX веке связано со строительством новых заводов в 1930-е годы и эвакуацией во время Великой Отечественной войны, а уменьшение численности населения в XXI веке связано с социально-экономическими преобразованиями в стране.
На январь 2015 года 56,3 % населения — трудоспособного возраста, 26,2 % старше трудоспособного возраста. Рождаемость — 2 425, коэффициент рождаемости 14,0 (на 1000 человек); смертность — 2 618, коэффициент общей смертности 15,2 (на 1000 человек).
Половозрастной состав: мужчин — 44,9 %, женщин — 55,1 %, что соответствует областному уровню. Расселение жителей по районам примерно одинаковое: в Красногорском — 55,7 %, Синарском — 44,3 %.

## Административное деление

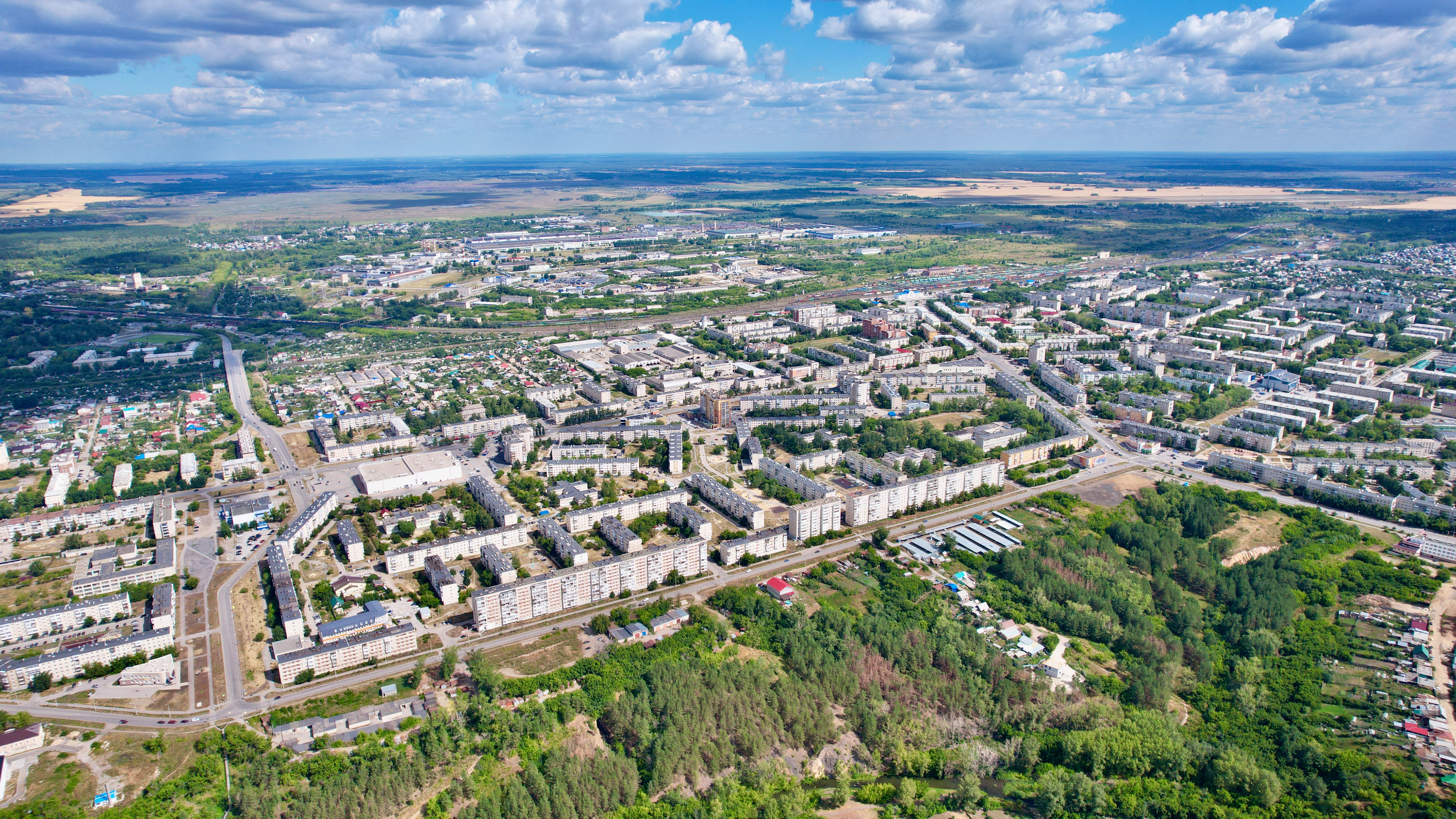
Вид на Синарский район

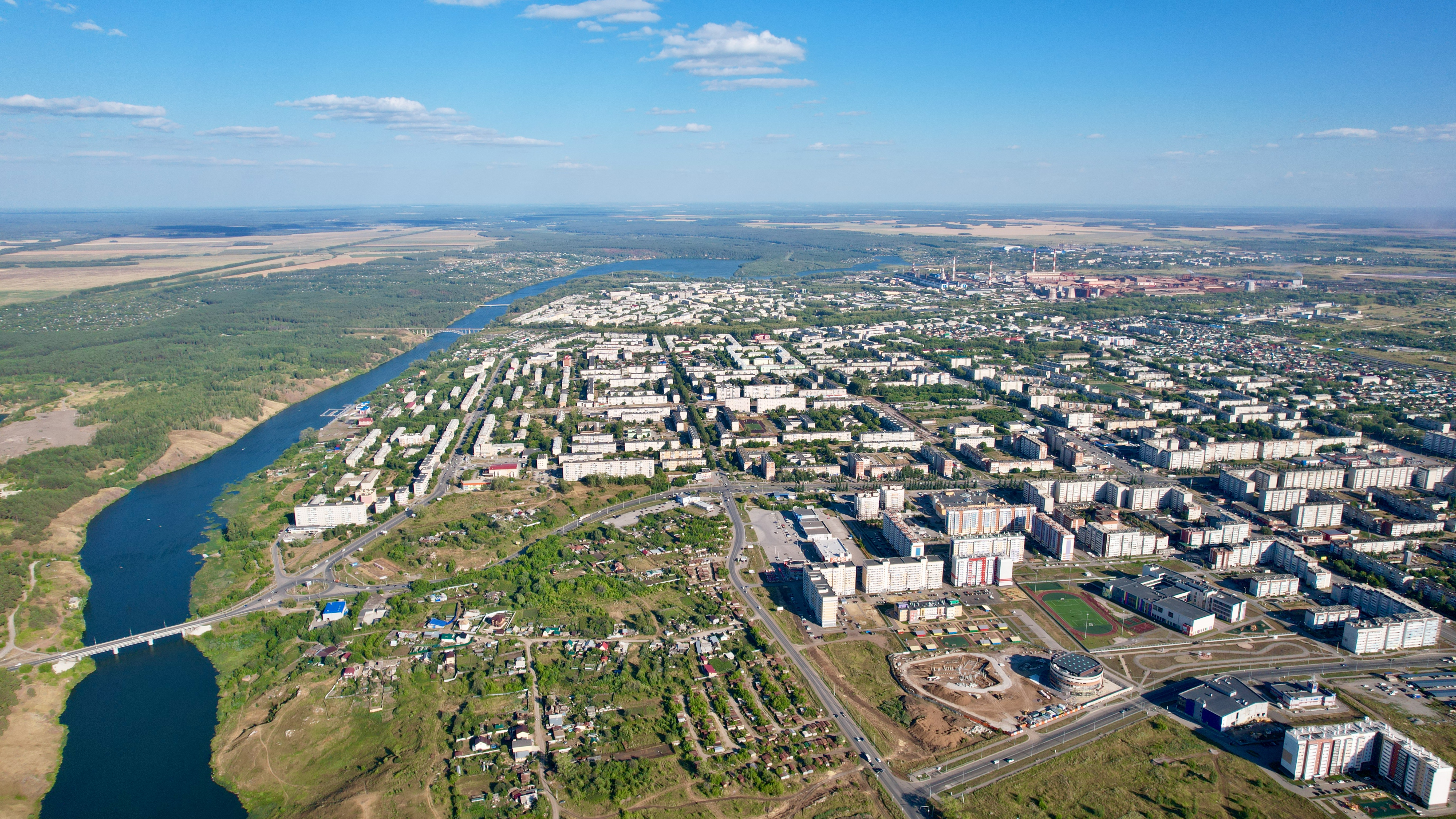
Вид на Красногорский район

Город делится на два внутригородских (административных) района: Синарский и Красногорский, находящиеся на левом и правом берегах Исети соответственно.
Муниципальное образование Каменск-Уральский городской округ, помимо самого города, включает также 5 сельских населённых пунктов.

## Органы власти

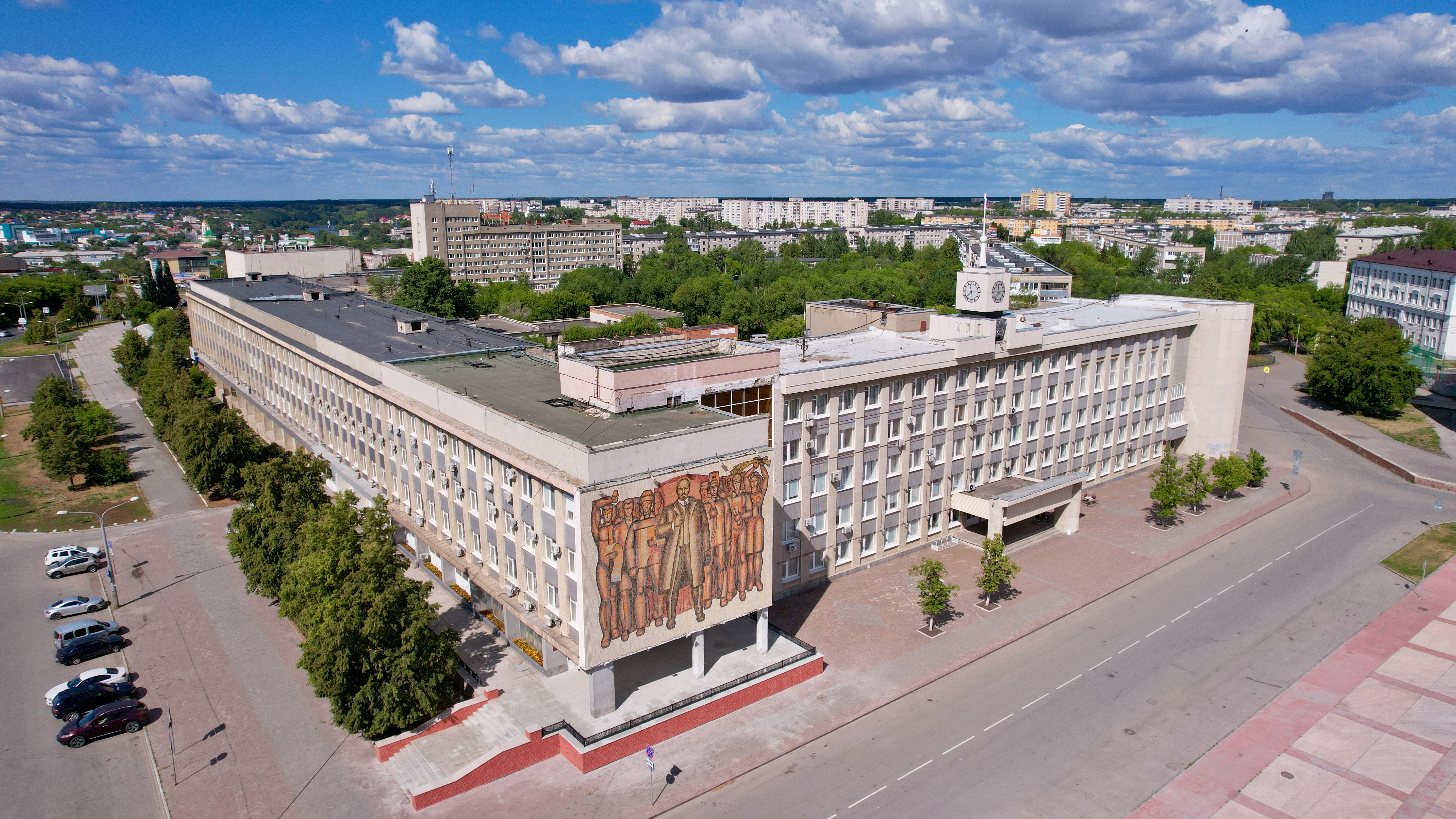
Здание городской администрации

Представительным органом городской власти является городская дума, состоящая из 25 депутатов, избираемых по одномандатным округам.

### Главы
Глава муниципального образования избирается депутатами городской думы сроком на 5 лет. С 10 марта 2021 года должность занимает Герасимов Алексей Алексеевич

## Экономика

### Структура экономики
Экономика города основана на предприятиях цветной и чёрной металлургии (доли в общем объёме производства соответственно 69,0 % и 17,5 %). Частично их продукция является сырьём для предприятий машиностроения и металлообработки (3,7 % экономики города). Кроме того, представлены отрасли: электроэнергетики (3,5 %), пищевая (3,2 %), строительных материалов (0,7 %), лёгкая промышленность (0,2 %).
Каменск-Уральский делает заметный вклад в экономику всей Свердловской области, в частности обеспечивает 12,9 % областного объёма продукции цветной металлургии.

### Промышленные предприятия
75,4 % всего промышленного производства города приходится на 4 градообразующих предприятия: ПАО «СинТЗ», «Русал», ПАО «КУМЗ», ПО «Октябрь».
- На предприятиях цветной металлургии (ПАО «КУЗОЦМ», «УАЗ» — входит в Русал, ПАО «КУМЗ») налажено производство проката и прессовой продукции из латуни, меди, бронзы, из алюминиевых, алюминий-литиевых и магниевых сплавов; легкосплавных бурильных труб; выпускаются первичный алюминий, глинозём, кристаллический кремний.
- Предприятие чёрной металлургии ПАО «СинТЗ» специализируется на трубах нефтегазового комплекса, которые составляют до 70 % всего его производства. Кроме этого, выпускаются стальные бесшовные холодно- и горячедеформированные трубы.
- Предприятия машиностроения и металлообработки (ПО «Октябрь», АО «Уралэлектромаш», АО «КУЛЗ», АО «Уралтехмаш», ПАО "Завод «Исеть») выпускают радиовысотомеры, радиолокационное оборудование, бытовую радиоэлектронику, электродвигатели, электросоединители, отопительные системы, чугунное и цветное литьё.
- Пищевая промышленность представленная предприятиями: ПАО «Каменск-Уральский хлебокомбинат», ООО «Красногорское», ООО «Лакомка», где производят кондитерские изделия.
- На предприятиях стройматериалов (ООО «Синарский завод строительных материалов», ООО «Каменск-Уральский завод строительных материалов» Si Mat, ПАО «Каменск-Стальконструкция», ПАО «Строймонтажконструкция») из местного сырья изготавливаются кирпичи, железобетонные плиты, деревянные и металлические конструкции.
- Одно из старейших полиграфических предприятий Каменск-Уральская типография. 30 марта 2011 года в состав Каменск-Уральской типографии были переданы Богдановичская, Камышловская и Талицкая типографии[97]. В июне 2012 года в состав Каменск-Уральской типографии вошла Асбестовская типография[98].

Несколько десятков малых предприятий заняты производством отделочных и строительных материалов, изготовлением корпусной мебели, металлических и кованых изделий, полиэтиленовых пакетов, оказывают услуги по установке пластиковых и металлоконструкций, широкоформатной печати.
Предприятия малого и среднего бизнеса заняты пошивом постельного белья, школьной формы и детской одежды, одежды по индивидуальным заказам, дождевиков, мягкой игрушки. Каменские предприниматели выращивают грибы-вёшенки, овощи, домашнюю птицу. Несколько десятков малых предприятий заняты производством отделочных и строительных материалов, изготовлением корпусной мебели, металлических и кованых изделий, полиэтиленовых пакетов, оказывают услуги по установке пластиковых и металлоконструкций.

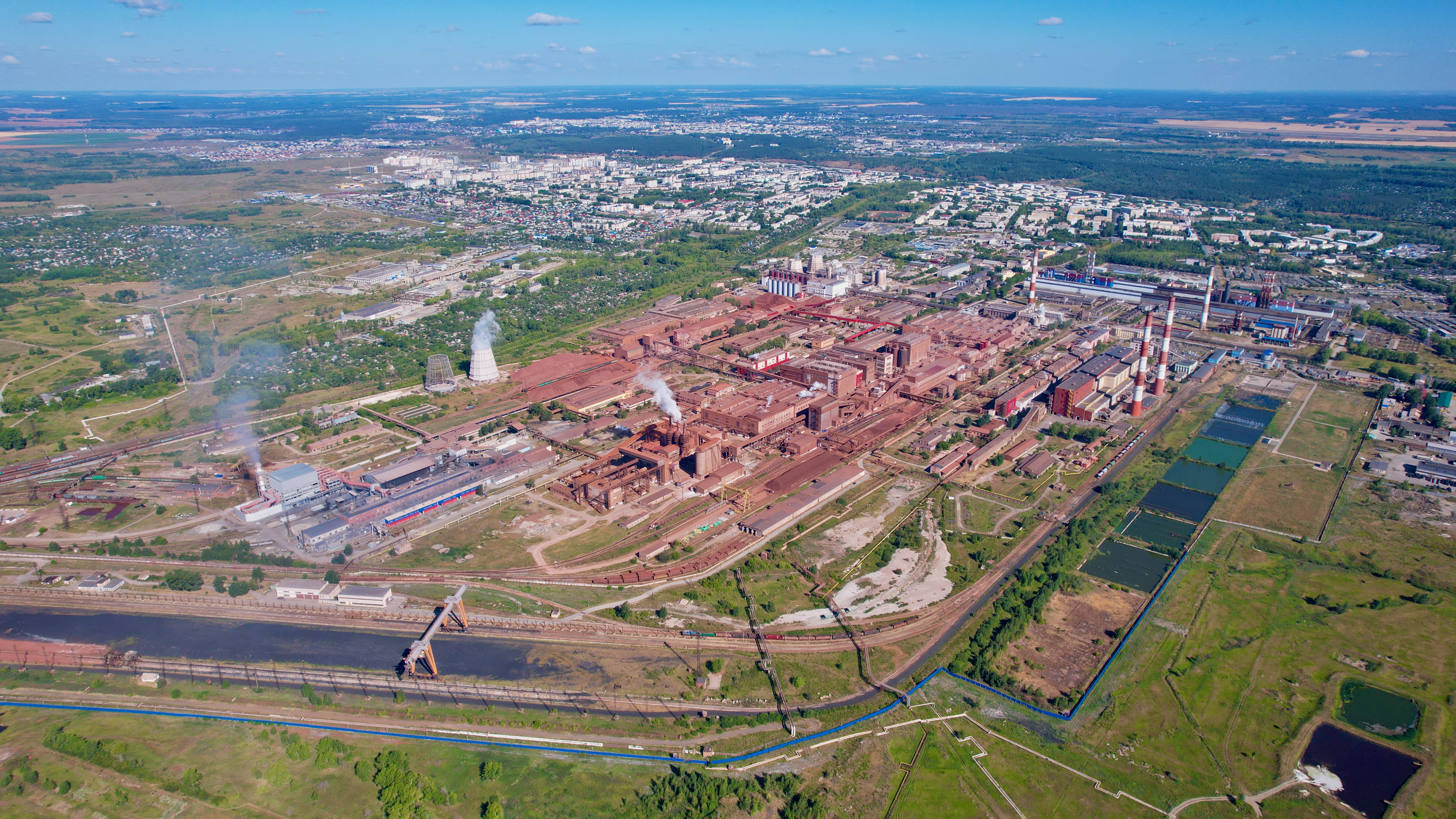
Уральский алюминиевый завод
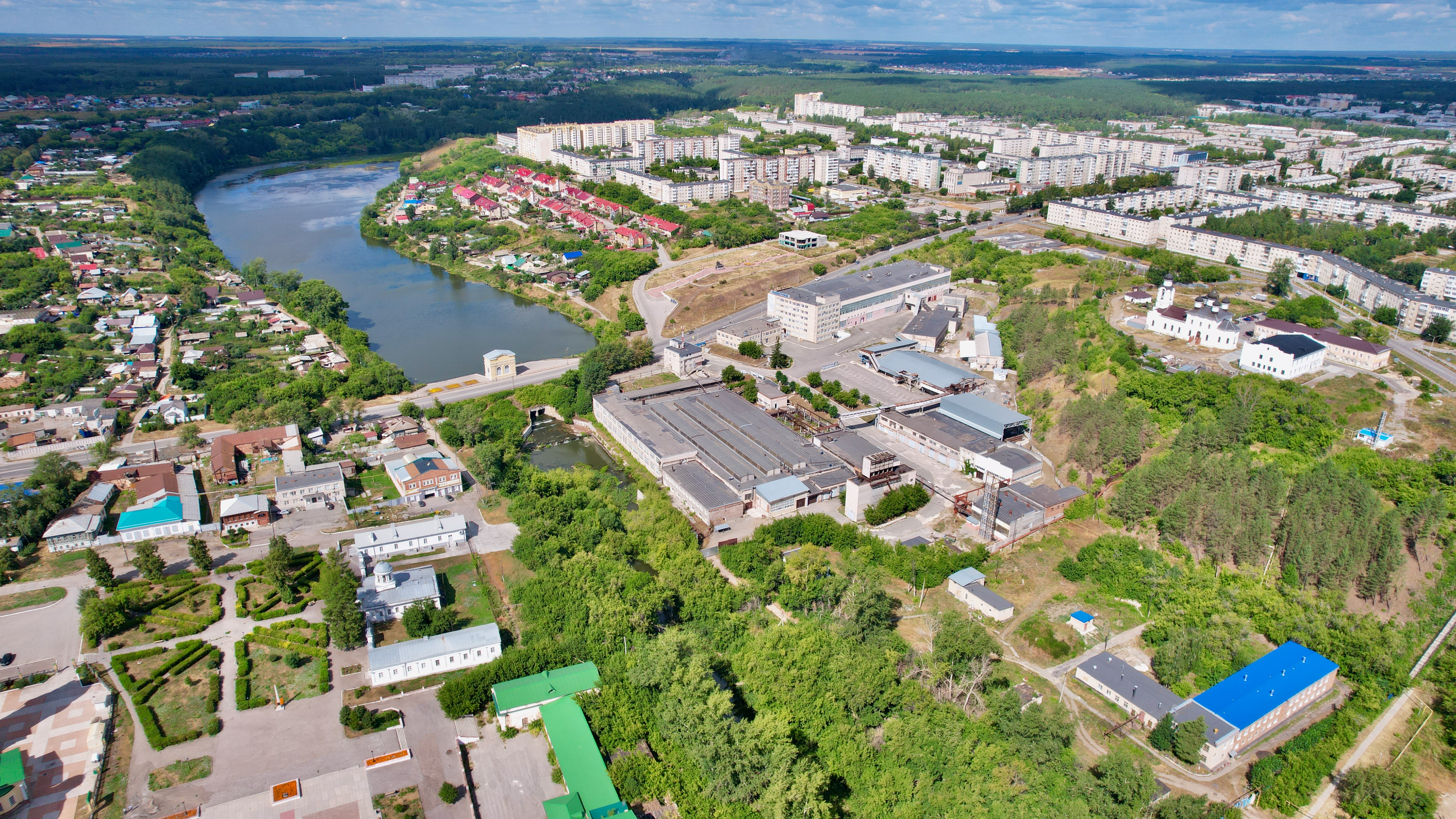
Уралэлектромаш
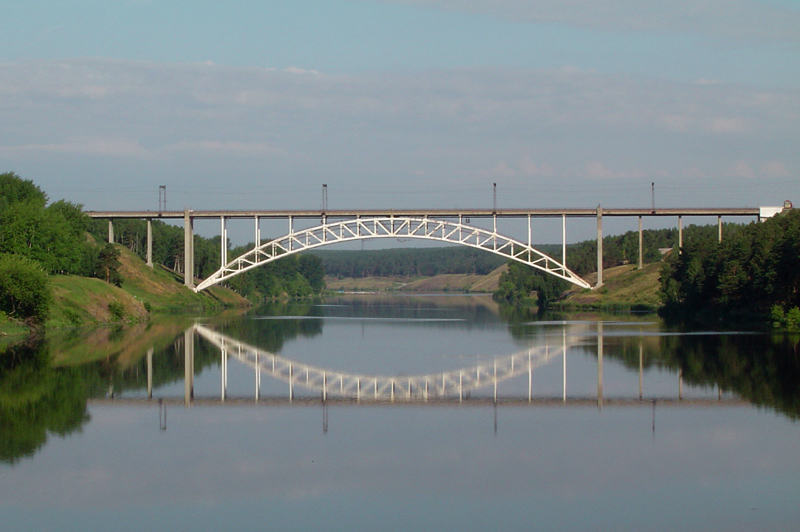
Железнодорожный мост через Исеть
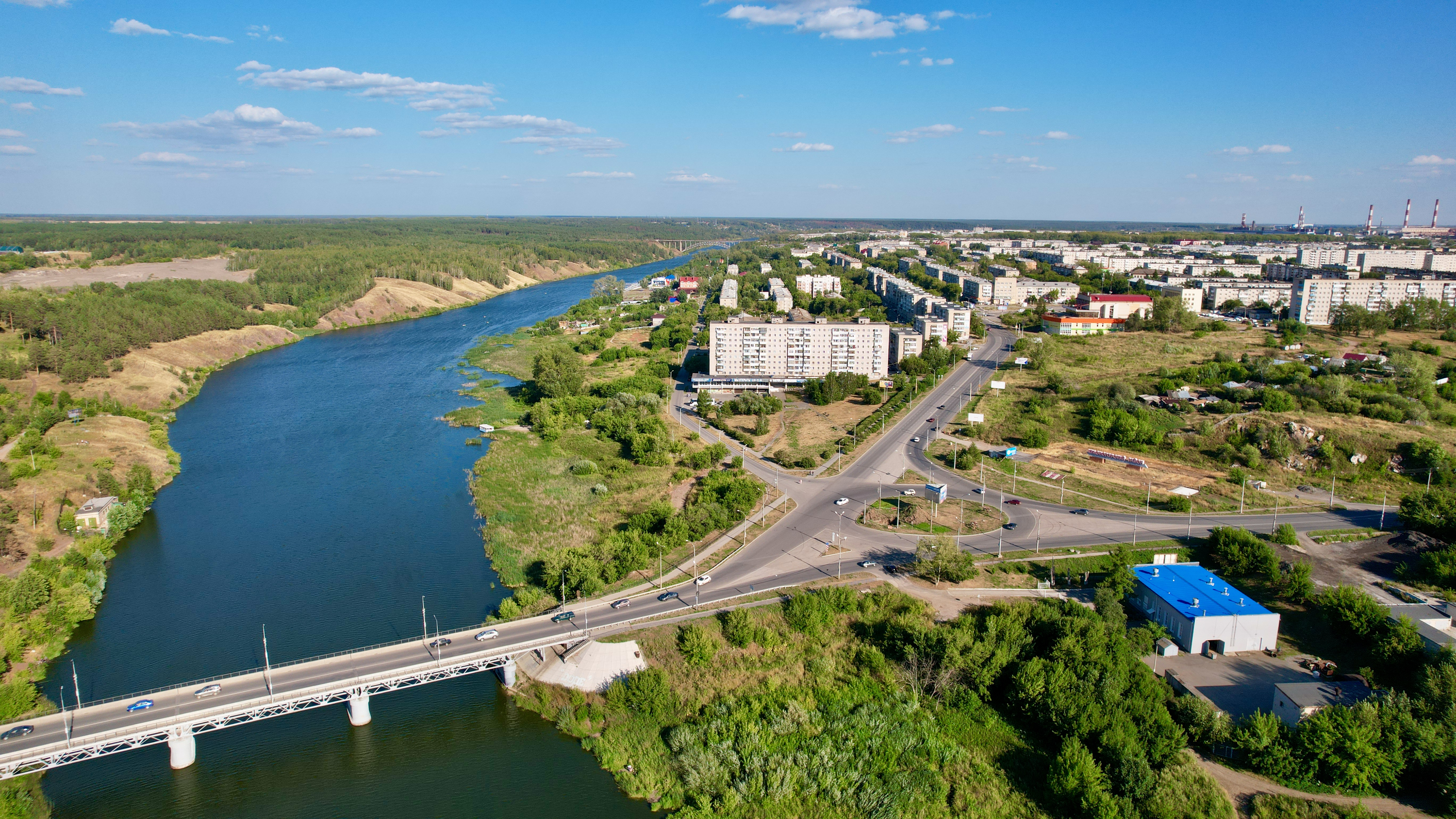
Вид на Байновский мост и Красногорский район

### Транспорт

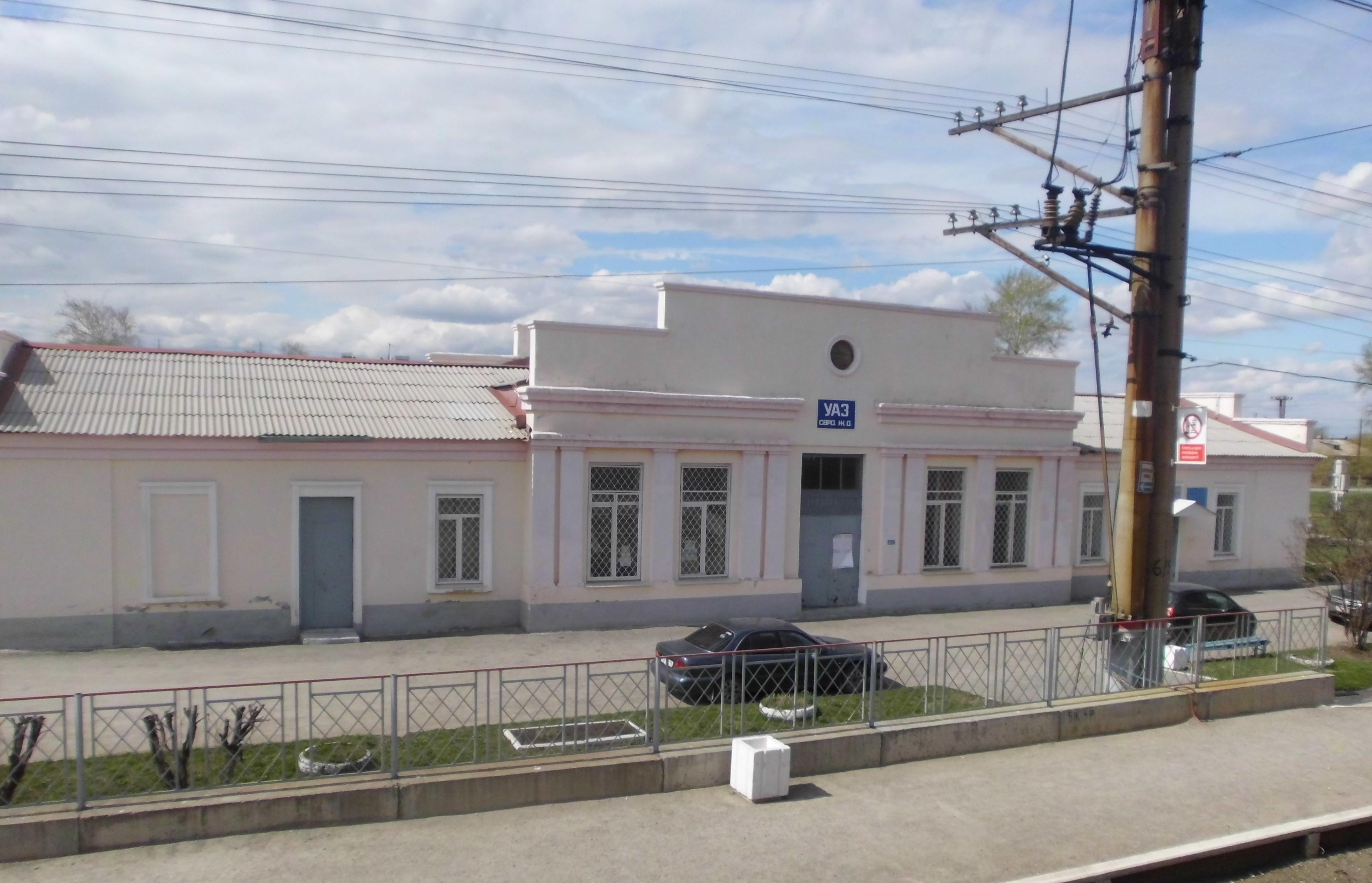
Здание вокзала железнодорожной станции УАЗ

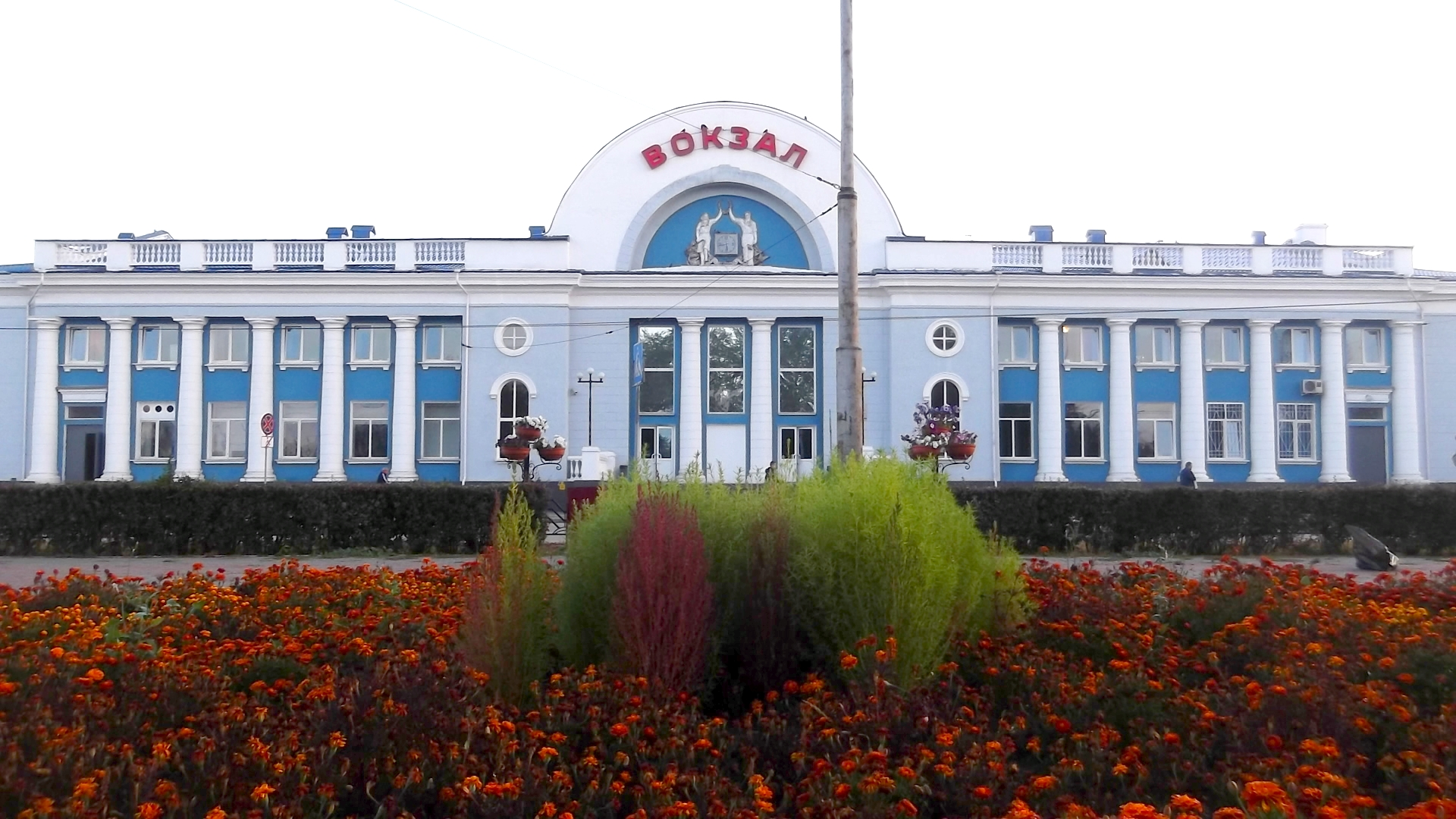
Железнодорожный вокзал Каменска-Уральского

В городе расположена узловая железнодорожная станция Каменск-Уральский. Электропоезда могут доставить пассажиров в Екатеринбург, Курган, Челябинск, Богданович, Камышлов, Сухой Лог, Шадринск. Пассажирские поезда связывают Каменск-Уральский с крупнейшими городами Урала, Сибири, Центра и Юга России. В городе также находится железнодорожная станция УАЗ.
Рядом с железнодорожной станцией расположен автовокзал. Налажено междугородное и пригородное автобусное сообщение.
Недалеко от города расположен военный аэродром Травяны, названный по наименованию близлежащего села. Ближайший к городу международный аэропорт Кольцово находится в 90 км в сторону Екатеринбурга.
В городе развит общественный транспорт. Перевозку пассажиров осуществляют три пассажироперевозчика на автобусах. До 2015 года существовало троллейбусное сообщение.

## Здравоохранение
В настоящее время в городе работают 15 учреждений здравоохранения: три больницы, к которым присоединены поликлиники, 4 диспансера, станция скорой помощи, станция переливания крови и пять поликлиник промышленных предприятий. Все учреждения здравоохранения находятся в ведении министерства здравоохранения Свердловской области, в их числе — психиатрическая больница, противотуберкулёзный диспансер, кожно-венерологический диспансер, онкологический диспансер, сердечно-сосудистый центр, центр микрохирургии глаза, перинатальный центр. В 2015 в городе открыт филиал областного центра «Урал без наркотиков».
В мае 2014 года учреждения здравоохранения Детская городская больница № 2, Городская больница № 7 и Детская городская поликлиника № 1 города Каменск-Уральский были реорганизованы в форме слияния, образовав государственное бюджетное учреждение здравоохранения «Детская городская больница город Каменск-Уральский».
В ноябре 2023 года открылось гериатрическое отделение в городской больнице Каменска-Уральского.

## Наука и образование
Развитие научных и образовательных организаций в городе было изначально тесно связано с потребностями градообразующих промышленных предприятий. В 1724 году при Каменском заводе была открыта первая школа для детей мастеровых.
По состоянию на 2022 год, в городе работают 31 школа, 56 детских садов и центр дополнительного образования.
В Каменске-Уральском работает ОАО «Уралпромэнергопроект» (бывший НИИ «Уральский научно-исследовательский и проектный институт алюминиевой промышленности» — ОАО «Уралалюминий»).
В городе работают 6 учреждений среднего профессионального образования и одно высшего образования:
- Каменск-Уральский политехнический колледж;
- Каменск-Уральский радиотехнический техникум;
- Каменск-Уральский педагогический колледж;
- Каменск-Уральский техникум торговли и сервиса;
- Каменск-Уральский агропромышленный техникум;
- филиал Свердловского областного медицинского колледжа;
- филиал Уральского федерального университета[101].

Каменск-Уральский политехнический колледж был образован 21 декабря 2017 года на базе Каменск-Уральских многопрофильного техникума, техникума строительства и жилищно-коммунального хозяйства, техникума торговли и сервиса.

## Культура

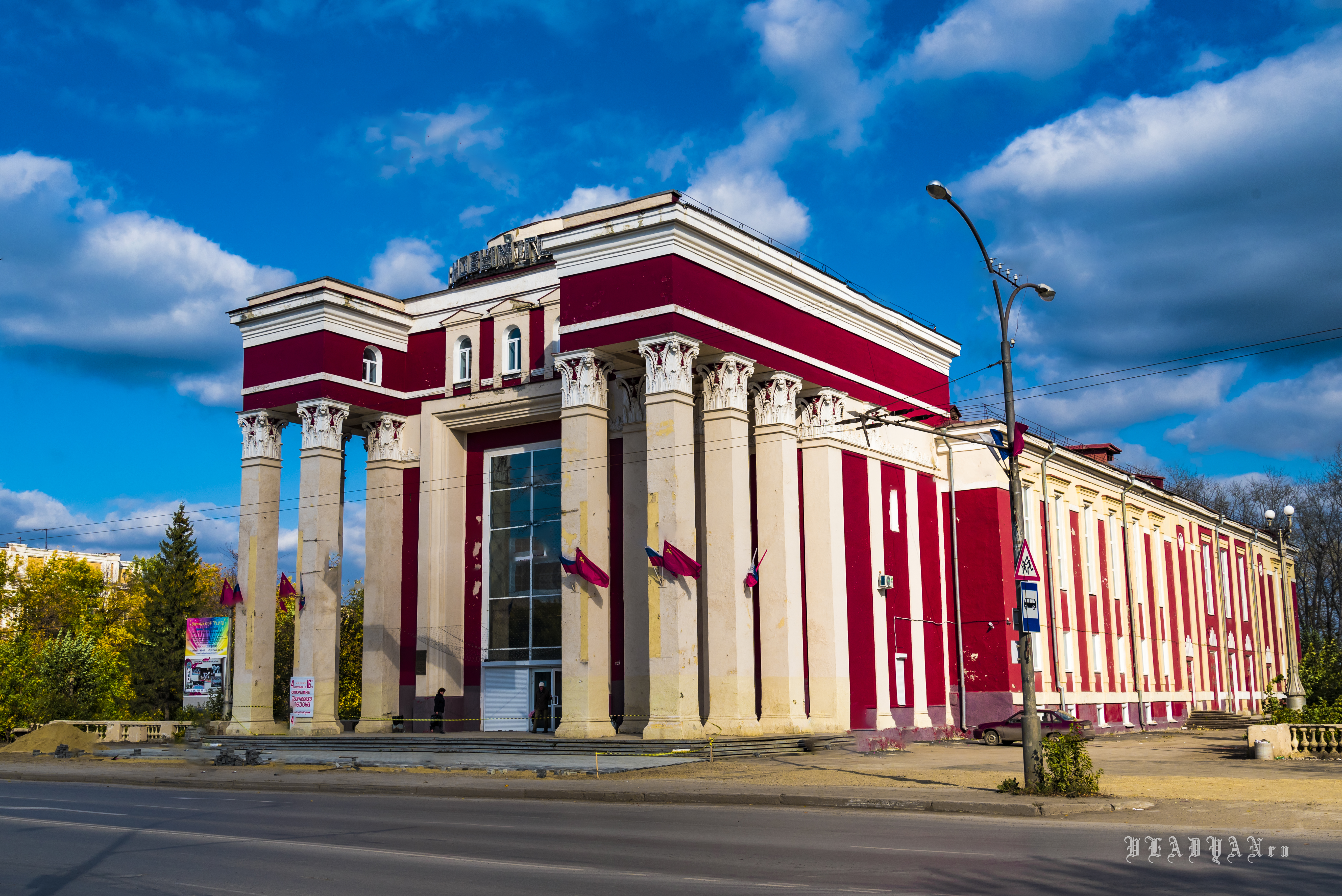
ДК УАЗа

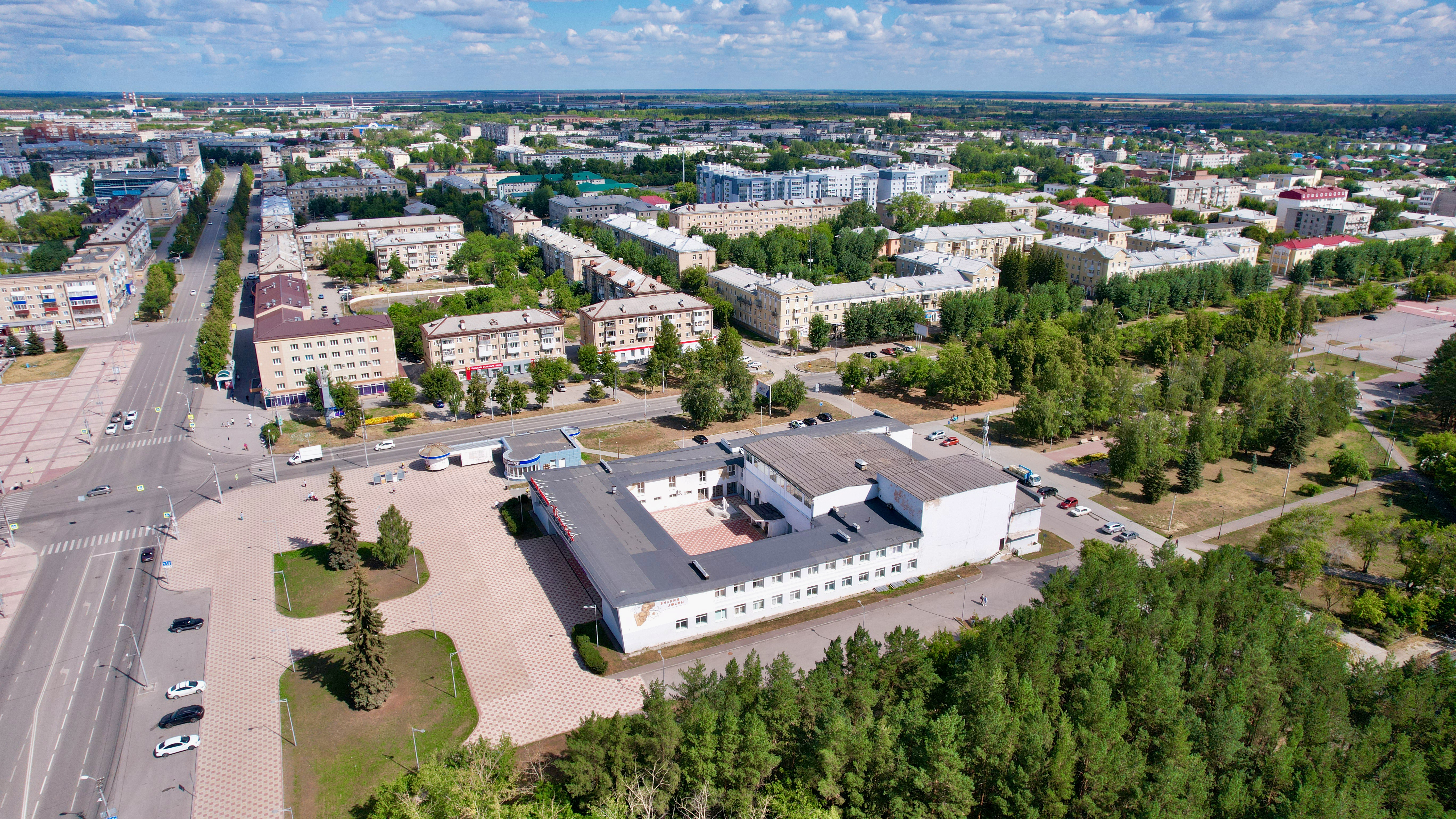
ДК «Юность»

Одним из первых культурных событий города было открытие в 1899 году первой публичной библиотеки. В феврале 1911 года в городе появился кинематограф. 5 мая 1924 года в посёлке Каменский завод учителем И. Я. Стяжкиным был впервые открыт краеведческий музей.
К основным учреждениям культуры, действующим на территории города, относятся:
- 2 театра (Каменск-Уральский театр драмы «Драма номер три» и театр актёра и куклы «Гонг») и 7 театральных студий (Детский музыкально-драматический театр-студия «Да здравствуют дети!»[105] (В ДК «Юность»), Камерный театр «Артель» (в ДК «Юность)»[106], театр-студия «Пирамида», детская театральная образцовая студия «Маленький театрик», театр-студия «Мастерская праздника», детская театральная студия «Опасное напряжение» и театральная студия при храме Иоанна Богослова);
- 2 кинотеатра («Кино FOX»);
- 3 дворца культуры: (ДК УАЗа, «Металлург», «Юность»), а также досуговый центр «Современник», социально-культурный центр и детский культурный центр;
- Краеведческий музей имени И. Я. Стяжкина[107];
- Геологический музей имени В. П. Шевалёва;
- Выставочный зал;
- Несколько музеев истории предприятий;
- 3 музыкальные школы, 4 художественных школы и школы искусств;
- 14 массовых библиотек (включая центральную им. А. С. Пушкина[108]), школьные библиотеки, библиотеки предприятий и организаций города;
- Парк культуры и отдыха (в 2008—2010 годах находился на реконструкции);
- Несколько городских парков, скверов и фонтанов.

Ранее действовавшие кинотеатры «Исеть» (заброшен) и «Юбилейный» (построенный в 1968 году) закрыты. Кинотеатр «Молодёжный» переоборудован в помещения для бизнеса.
В городе работает один 3D-кинотеатр.
На сегодняшний день в городе работают 13 заслуженных работников культуры России, 3 заслуженных артиста России, 1 заслуженный деятель искусств России. На сцене Каменск-Уральского театра драмы служит искусству народный артист России Александр Алексеевич Иванов.
С названием города связаны ряд объектов и событий: так, имя Каменск-Уральский носил нефтеналивной танкер типа «Самотлор» Приморского морского пароходства, спущенный на воду 7 июля 1977 года. Дедвейт танкера 17 725 т. Судно было утилизировано в 2006 году, а в Мендыкаринском районе Костанайской области Казахстана есть село Каменск-Уральское (825 жителей), появившееся из совхоза, который был организован под шефством предприятий города.

### Памятники и достопримечательности
Каменск-Уральский входит в перечень исторических городов России. В городе есть памятник архитектуры федерального значения и 42 памятника архитектуры областного значения. Также в городе установлены памятники героям страны: памятник генералу Дубынину был открыт в июне 2013 года, в Ленинском посёлке на улице Абрамова расположен памятник Абрамову Илье Васильевичу, Герою Советского Союза. На проспекте Победы находится памятник Герою Советского Союза Кунавину Григорию Павловичу — первый в городе памятник солдату Великой Отечественной войны, открытый в 1965 году.
В 2016 году возле часовни Александра Невского открыт арт-объект, памятная скамья с изображением Петра I, посвящённая истории возникновения города. Это второй подарок одного из местных предпринимателей городу: первый, скамья примирения на площади им. Ленинского комсомола, установлен в 2014 году.
- Здание управления Каменского чугунолитейного завода (XIX век, архитектор М. П. Малахов) — единственный в городе памятник архитектуры федерального значения[115], в настоящее время — музей.
- Плотина на городском пруду (1701)
- Свято-Троицкий кафедральный собор (1808)
- Гостиный двор (1820)
- Здание госпиталя Каменского чугунолитейного завода (1826)
- Складские помещения Каменского чугунолитейного завода (1828)
- Лавка купца Герасимова (1846)
- Усадьба заводчиков Шамариных (1852)
- Здание каменского мужского училища (1856)
- Спасо-Преображенский монастырь (1860)
- Мануфактурный магазин Бухарева (1867)
- Заводское училище (1868)
- Усадьба смотрителя Каменского завода (1873)
- Подпорная стенка старой плотины на реке Каменка из бутового камня (1880)
- Церковь Покрова Пресвятой Богородицы (Старый Каменск) (1883)
- Усадьба купца Воробьёва (1889)
- Усадьба купцов Зыряновых (1898)
- Мост через реку Каменка (1903)
- Доходный дом купцов Грачёвых (1907)
- Дом мещанина Тронина (1910)
- Городок алюминщиков (1937)
- Соцгород Трубный (1937)
- Железнодорожный мост через Исеть (1939, Росновский В. А.) — одноарочный мост из стальных труб, заполненных бетоном (высота — 140 м)[115]
- Дворец культуры Уральского алюминиевого завода (1947).
- Вокзал железнодорожный (1952)[36]
- Клуб «Силикатный» (1952)
- Дворец культуры железнодорожников (1954)
- Дворец пионеров (1960)
- Спортивный комплекс «Салют» (1960)
- Дворец культуры «Металлург» (1970)
- Монумент Пушка (1967)
- Дворец культуры «Строитель» (1969)
- Усадьба купца Косякова
- Лавка купцов Молчановых
- Водонапорная башня бывшей железнодорожной станции Синарская
- Металлическая статуя «Лось» на левом берегу реки Исеть.
- Храм в честь Архистратига Божия Михаила (2012)[118]

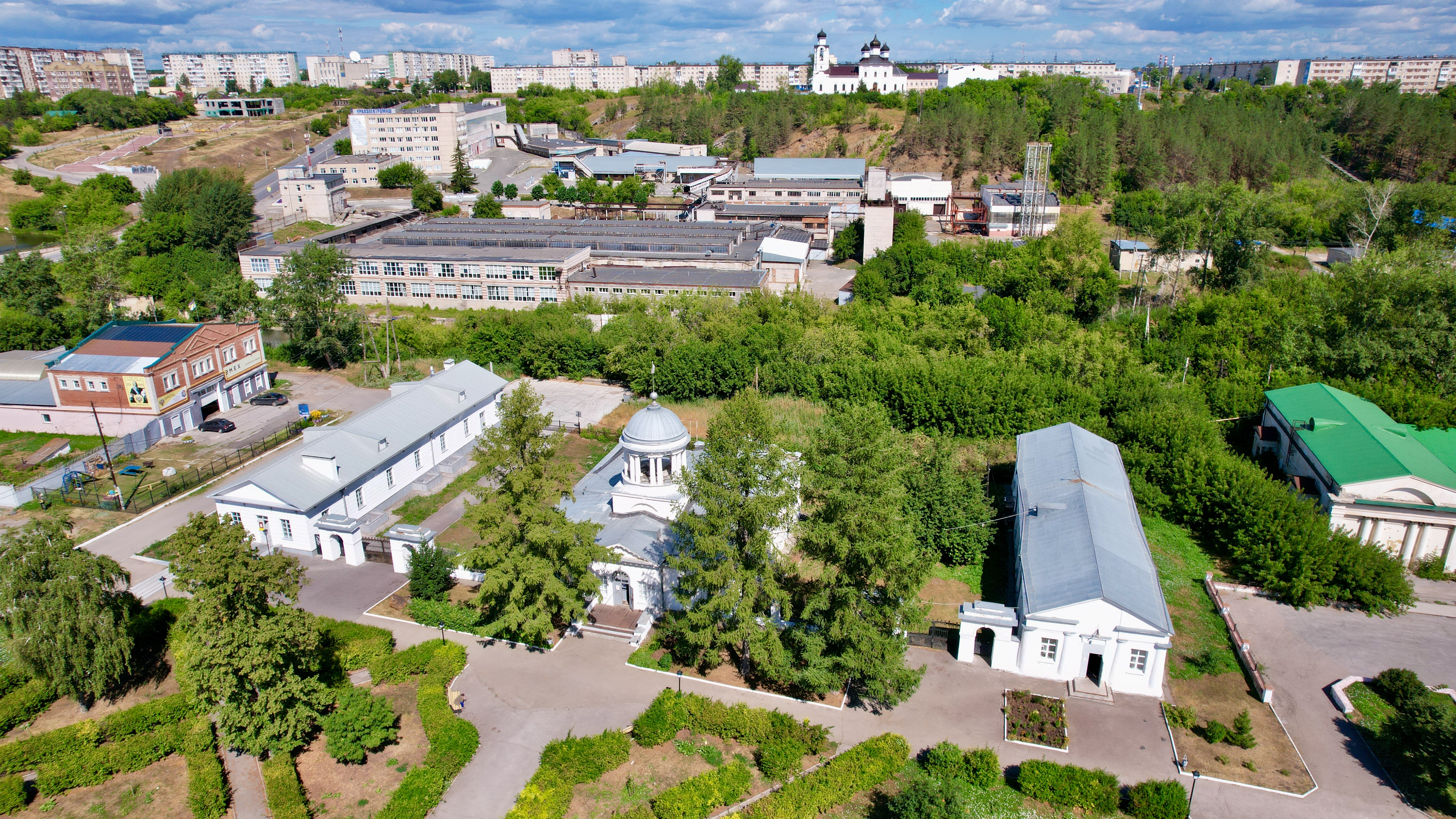
Здание управления Каменского чугунолитейного завода
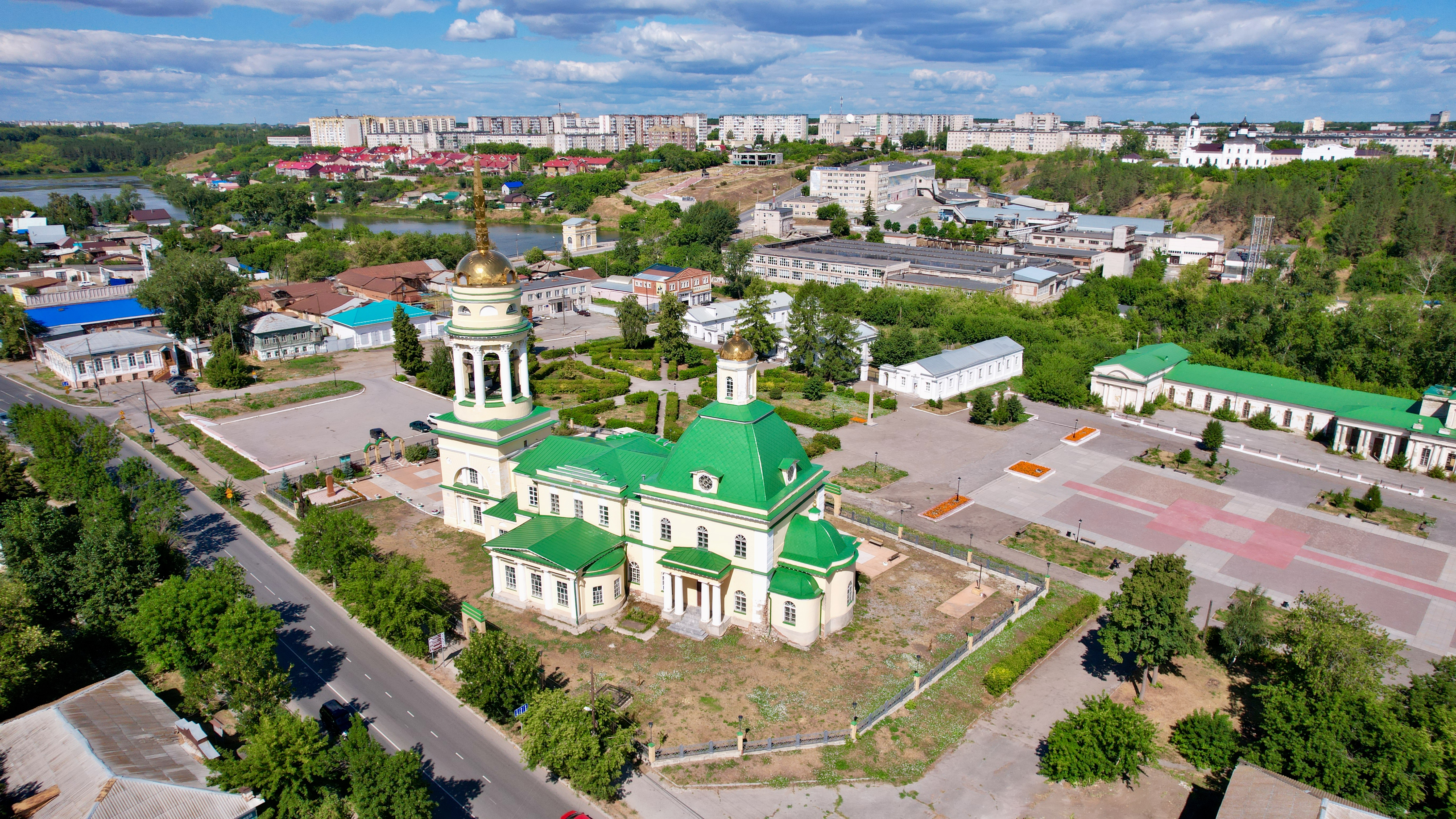
Свято-Троицкий кафедральный собор
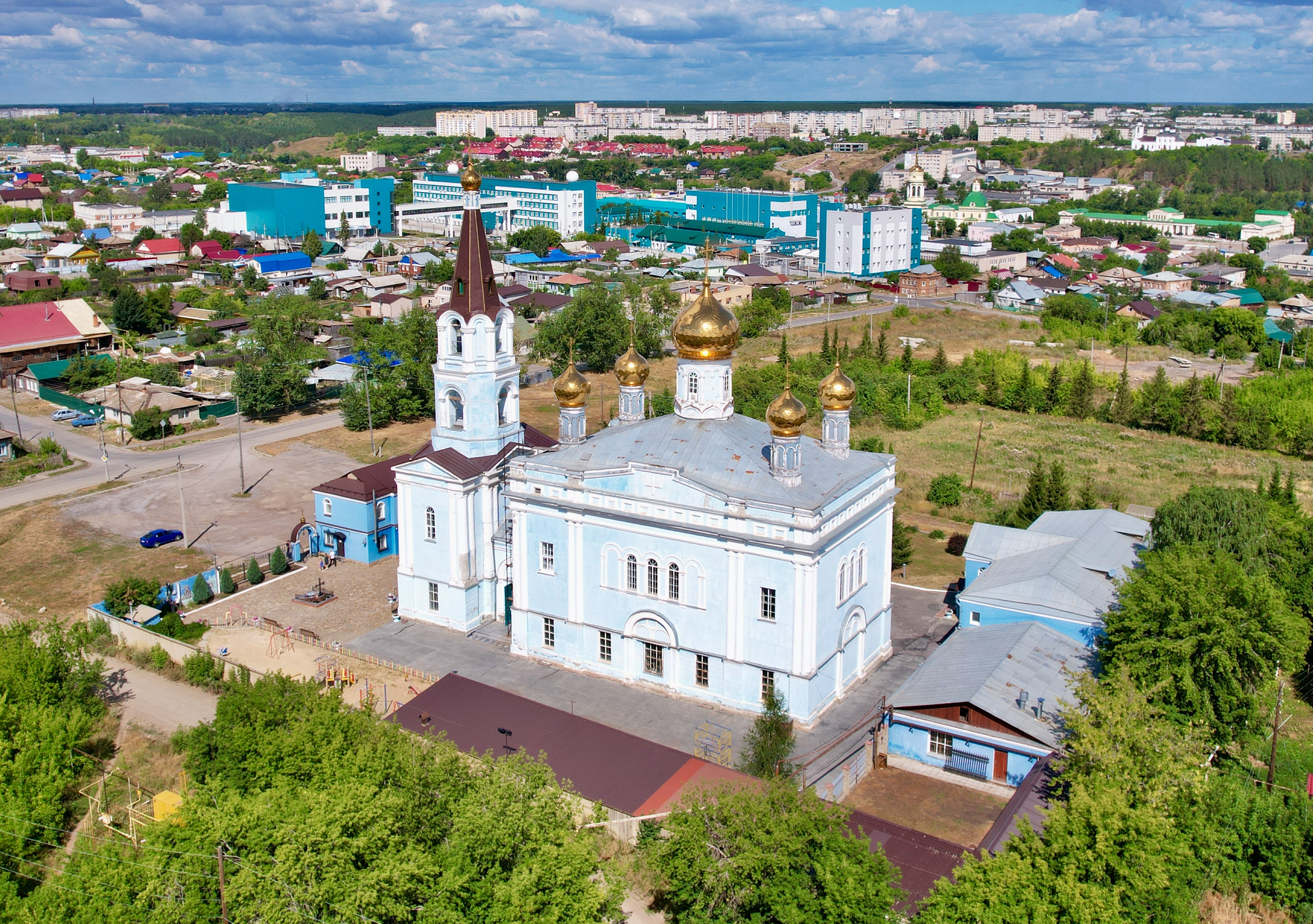
Покровская церковь
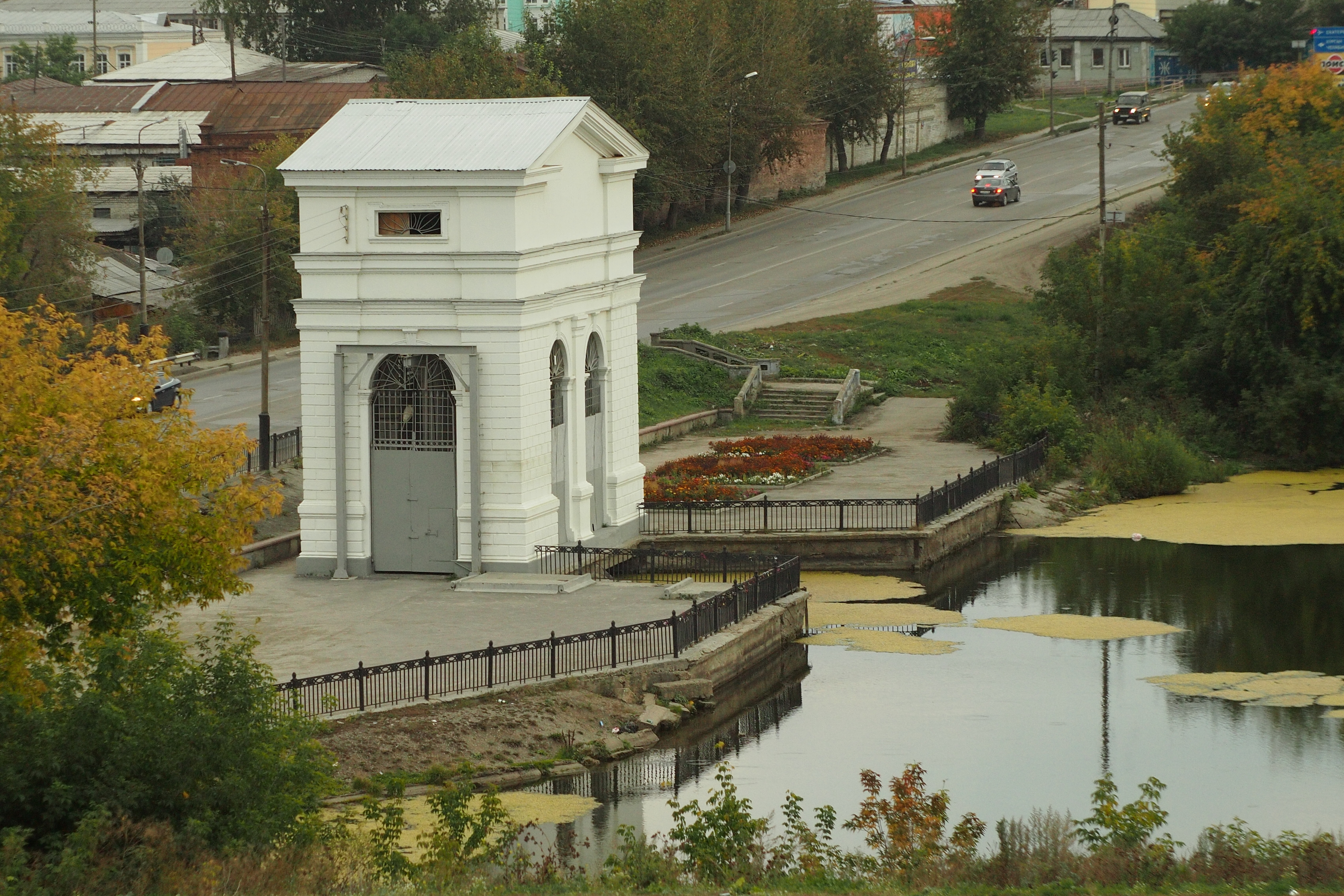
Плотина городского пруда

Кроме этого, в городской черте есть ряд памятников природы. Среди них скалы: Богатырёк, Каменные ворота — памятник природы областного значения, Три пещеры, Мамонт, Семь братьев, Филин, Динозавр, Чёртов палец, Токарев (Лобастый) камень. Также есть источник — Кодинский тёплый ключ. Интересные объекты на территории города могут найти для себя любители геологии. Известный краевед Шевалев В. П. разработал маршрут «Тропа Карпинского», на коротком отрезке пути включающий в себя яркие обнажения большого числа периодов формирования земной коры.

### Зоопарк
Городского зоопарка нет, данная сфера была представлена только частными контактными зоопарками и центрами, но ни один из них не пережил ковидных ограничений 2020—2021 гг.

### Традиционные мероприятия
Некоторые события в Каменске-Уральском стали традиционными.

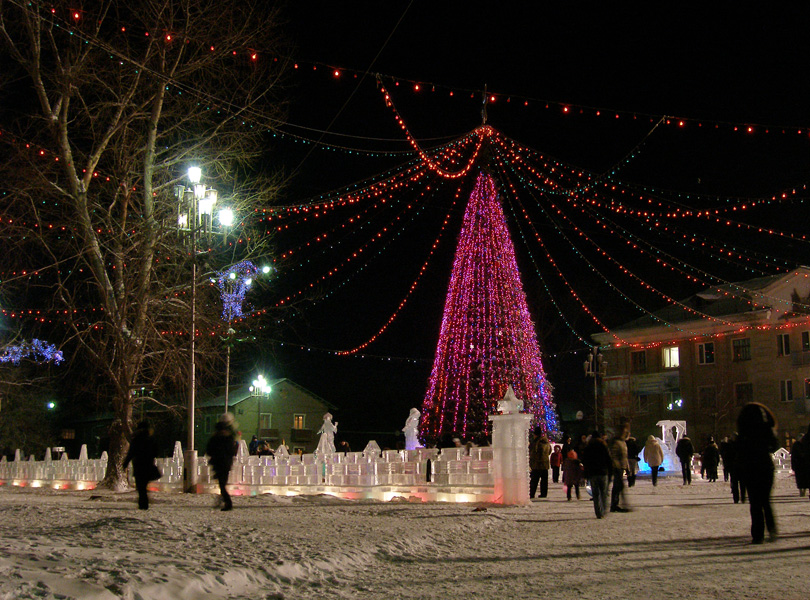
Ледовый городок КУМЗа (Каменск-Уральский, январь 2009)

- Ледовые (снежные) городки. В канун каждого Нового года предприятия города возводят настоящие городки из льда и снега с горками, фигурами символа года, Деда Мороза и Снегурочки. Устанавливаются ёлки, украшаются гирляндами с цветными лампочками. Этой традиции уже более 50 лет (первый городок был построен в 1964 году[33]). Звание лучшего городка обычно оспаривают городки Центральный (площадь Ленинского Комсомола), ОАО «КУМЗ»(в Чкаловском районе) и ОАО «СинТЗ»(Трубный).
- Фестиваль Каменск-Уральский — колокольная столица. Это фестиваль российского масштаба лучших звонарей России, которые обмениваются опытом и проводят многочисленные мастер-классы. Впервые состоялся в 2005 году[124][нет в источнике].
- Карнавал (по случаю Дня города). Костюмированное шествие по проспекту Победы к центральной площади города. День города Каменска-Уральского празднуется в День металлурга, карнавал проводится в третью субботу июля. Первый карнавал прошёл 15 июля 2000 года[47]. В 2016 году каменский карнавал был посвящён Году российского кино, его участниками стали не только взрослые, но и дети, которые открывали шествие.
- Зелёная карета — традиционный фестиваль авторской песни, который проходит в третьи выходные августа. В 2009 году прошла юбилейная, двадцатая Зелёная карета[125].

## Спорт

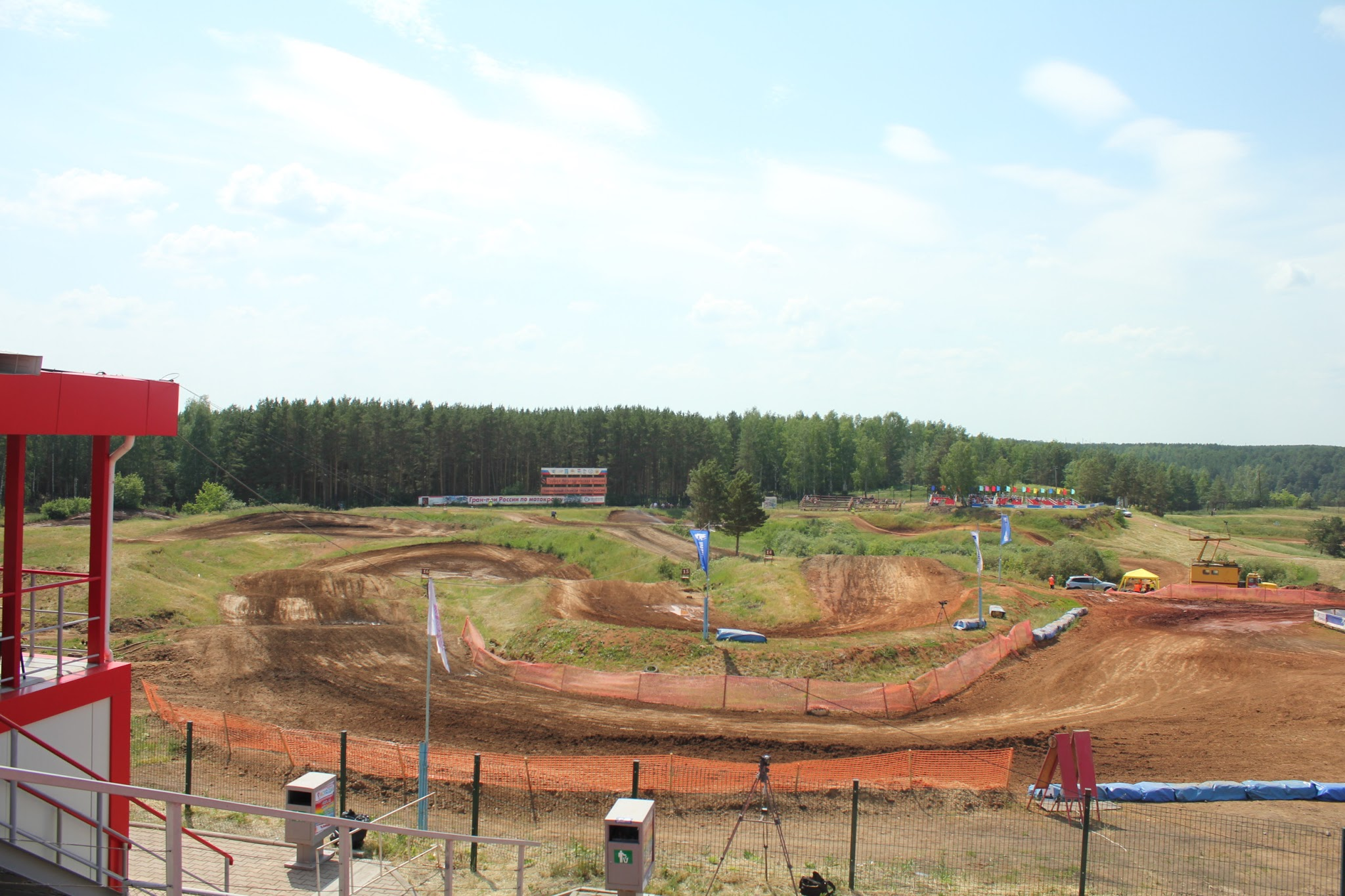
Трасса для мотокросса «Юность» имени В. В. Друзя

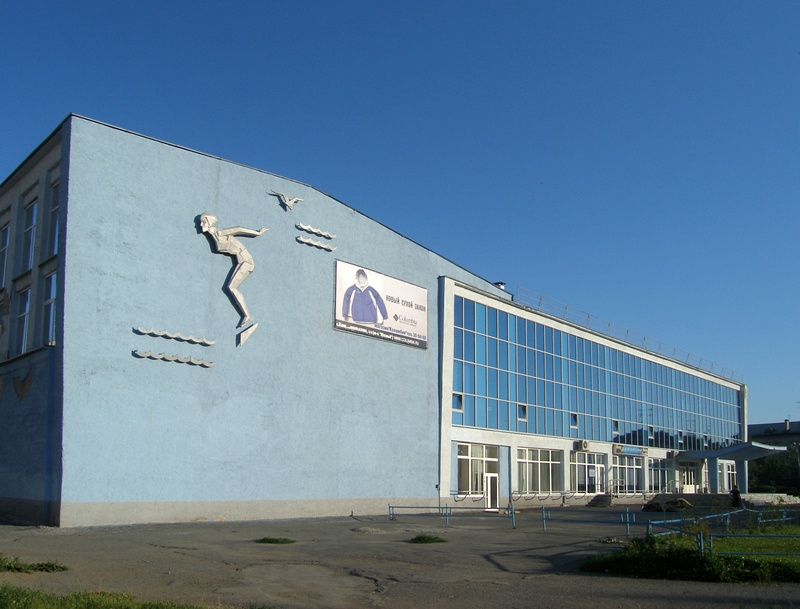
Дворец спорта СинТЗ (Синара)

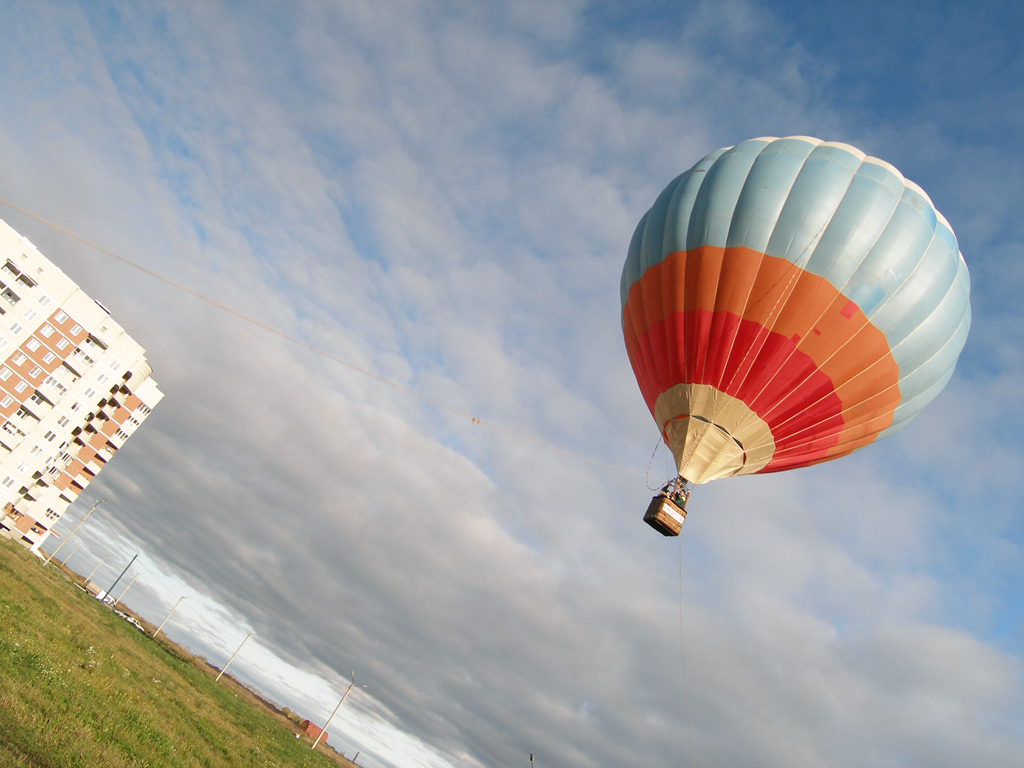
Привязной полёт воздушного шара в микрорайоне «Южный» (Каменск-Уральский, сентябрь 2009)

Первые спортивные мероприятия проводились в городе ещё до революции. Большое развитие спорт получает в годы строительства крупнейших заводов города. Прибывает молодёжь, которая объединяется в коллективы физической культуры. В дальнейшем именно предприятия до конца 90-х годов являются основными строителями спортивных учреждений.
Первым каменским спортсменом, выполнившим норматив мастера спорта СССР, была лыжница Екатерина Гаврилова (1939). Первый мастер спорта международного класса — конькобежка Татьяна Мальшакова (1976). 10 спортсменов, воспитанных в Каменске-Уральском, принимали участие в Олимпийских играх. В 1974 году команда альпинистов из Каменска-Уральского впервые покорила безымянную вершину (высота 5080 м) в районе ледника «Географического общества» Дарвазского хребта Памира в Таджикистане, которая была впоследствии названа пик Каменск-Уральский.
В городе развиты такие виды спорта, как айкидо, бокс, лёгкая атлетика, тяжёлая атлетика, лыжные гонки, бег на коньках, биатлон, гребля, велогонки, мотогонки, плавание, таэквон-до, футбол, художественная гимнастика, туризм, спортивное ориентирование.
В 2009 году в городе появилось новое спортивное направление — воздухоплавание. 22 июля состоялся свободный полёт первого каменского воздушного шара — монгольфьера. Регулярно проводятся привязные и свободные полёты, в которых участвуют воспитанники местного аэроклуба и все желающие. 22 мая 2011 года в рамках фестиваля «Земля на ладони» один из полётов проходил в Каменске. Пять тепловых аэростатов (среди которых аэростат «Восток» со специальной оболочкой в форме космического корабля) поднялись с главной площади города, пролетели над лесом, Красногорским районом и завершили полёт на объездной дороге юго-западнее города. В 2011 году в городе прошёл фестиваль воздухоплавания «Небесный карнавал». В первый день был произведён взлёт трёх аэростатов с площади Ленинского комсомола, на борту которых находились не только спортсмены, но и свадебные пары. В последующий дни прошли ещё три спортивных полёта, а завершился фестиваль красочным светомузыкальным представлением «Ночное свечение».

### Спортивные сооружения
В городе действуют 5 стадионов («Металлист», «Металлург», «СинТЗ», «Энергетик», «Космос»). На стадионе «Космос» оборудовано футбольное поле с искусственным покрытием. Крупные закрытые плавательные бассейны действуют во дворцах спорта «Олимп», «Синара», лагере отдыха «Три Пещеры». В 2016 году открылся вновь отреставрированный бассейн «Салют». На реке Исеть действует лодочная станция «Металлист».
В центре города рядом с площадью Ленинского комсомола на месте Разгуляевского рудника с 1995 года действует мототрасса «Юность». В 2011 году трасса была реконструирована для проведения XI этапа чемпионата мира на мотоциклах с коляской. В 2011 году трассе было присвоено имя Владимира Васильевича Друзя. Ранее эта трасса была проложена в более удалённом месте на восточной окраине Синарского района — у бывшего Поляниновского рудника.
В Старом Каменске в сосновом бору находится современный лыжно-биатлонный комплекс «Берёзовая роща». Его открыли в 2013 году. На территории есть стрельбище и освещённая асфальтированная трасса (она состоит из спусков и подъёмов, а асфальтовое покрытие чередуется с грунтовым).
Велогонки проводятся на Травянском шоссе. Для скалолазных тренировок используются естественные скалы на берегу Исети.
Зимой на стадионах «СинТЗ», «Энергетик» и ПКиО устраивается каток. На территории лесопарка и по льду Исети прокладываются лыжные трассы. Искусственная ледолазная трасса организуется на скале Филин. Существовавший ранее в центре города высокий металлический лыжный трамплин был демонтирован. В 2004 году был заложен первый камень дворца зимних видов спорта, но стройка так и не была начата из-за отсутствия финансирования.
2 октября 2011 года в районе мототрассы «Юность» состоялось открытие парка экстремальных видов спорта. 23 июня 2012 года на его территории была открыта парашютная вышка высотой 35 метров.
В 2016 году открыт скейт-парк, площадка для уличной гимнастики на лыжно-лодочной станции «Металлист».
В феврале 2018 года была открыта первая в городе крытая ледовая арена.
В декабре 2020 года была открыт горнолыжная трасса.

### Массовые спортивные мероприятия
- Одновременно с общероссийскими проходят Кросс нации, Лыжня России и Российский азимут[139].
- «Каменская прогулка» — поход выходного дня для всех желающих. Впервые была проведена в мае 2007 года. Максимальная длина маршрута, проложенного по городским улицам и лесопаркам, составила 20 км. В 2009 году в прогулке приняло участие 1244 человека[140], впервые появился веломаршрут протяжённостью в 20 км, в 2011 году путь был увеличен до 30 км.
- В 2008 году впервые прошла общегородская зарядка.

## СМИ
В 2015 году среди общего вещания есть 3 местных телеканала: «РИМ-ТВ», «Компас-ТВ» и «Гонг-ТВ».
Издаются общественно-политические газеты («Каменский рабочий», «Новый Компас», «Удача», «Пламя» и «Эконом и К»); одна специализированная газета («Каменск православный»); 2 газеты бесплатных частных объявлений («Нет проблем» и «То, что надо»); 6 ведомственных газет («Сплав», «Синарский трубник», «Вестник РУСАЛа», «Металлург», «Литейщик» и «Грани»); бесплатная газета («Каменская газета»). Выпускается рекламно-развлекательный журнал «InformБанк». С 2000 по 2006 годы выдавался историко-краеведческий альманах «Каменский Заводъ». С 2006 года издаётся краеведческий альманах «Вестник краеведа».
Существует несколько информационных интернет-порталов о жизни города: официальный сайт администрации города, «КУ66.РУ» (с 2009 года), «Виртуальный Каменск» (с 2007 года), «Новый Каменск» (с 2007 года), «KU.LIFE», «Время. Пресс» (с 2018 года), «Наш Каменск online», «Каменск XXI век», «Афиша. Каменск» (с 2020 года).

## Связь
Телефонная связь появилась ещё в начале XX века, так, адрес-календарь Пермской губернии на 1913 год сообщает, что в Каменском заводе существовало телефонное сообщение между квартирой земского врача и земской больницей.
С 3 июля 2004 года город перешёл на шестизначную телефонную нумерацию. Международный телефонный код +7 3439.
Проводная телефонная связь в городе представлена телекоммуникационными компаниями: Ростелеком, КаменскТелеком.
Услуги мобильной связи предоставляются 6 операторами связи:
- ПАО «Мобильные телесистемы» (МТС)
- ПАО «Вымпелком» (Билайн)
- Уральский филиал ПАО «Мегафон» (Мегафон)
- ООО «Екатеринбург-2000» (Мотив)
- ООО «T2 Мобайл» (Tele2)
- Yota[150]

Наращивается число абонентов, пользующихся услугами беспроводного интернета, интернет-телевидения. Продолжает сокращаться количество абонентов проводной телефонной связи.
Почтовая связь в городе представлена различными операторами, в том числе международными компаниями экспресс-доставки.
Городская телефонная связь в городе представлена компаниями ПАО «Ростелеком», АО «Радиотелефон» (КаменскТелеком) и ООО «Конвекс-Каменск» (Convex). В 2015 году общее количество квартирных телефонных номеров составило 24 255.

## Религия

### Православие
Город относится к Каменской епархии. На 2020 год её возглавляет епископ Каменский и Камышловский Мефодий. В Каменске-Уральском находятся следующие монастырь и храмы:
- Архиерейское подворье «Свято-Троицкий кафедральный собор»
- Архиерейское подворье во имя святого благоверного великого князя Александра Невского
- Архиерейское подворье во имя святого Архистратига Михаила
- Приход во имя Покрова Божией Матери
- Приход во имя святого апостола и евангелиста Иоанна Богослова
- Приход во имя Покрова Божией Матери

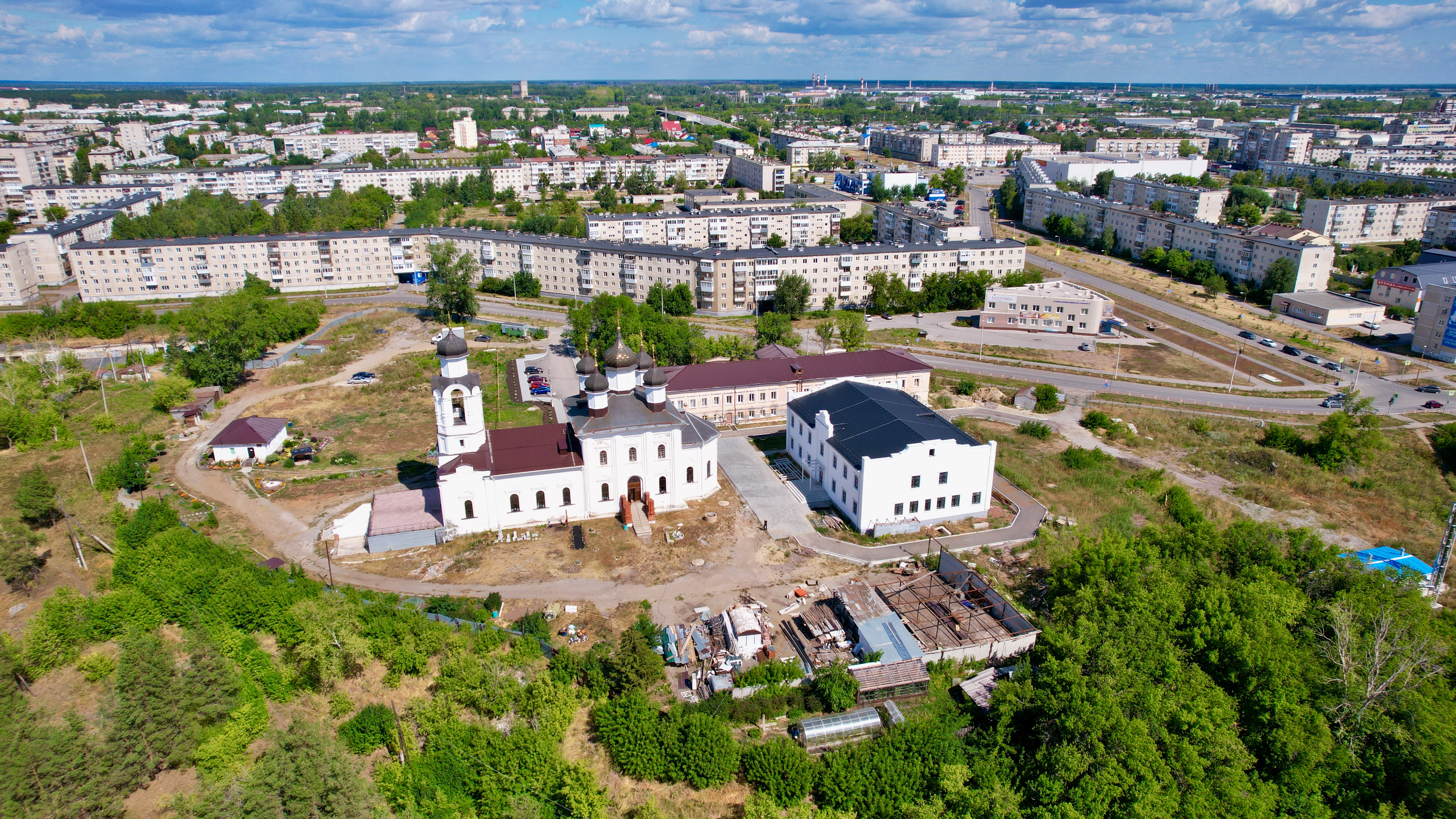
Спасо-Преображенский мужской монастырь
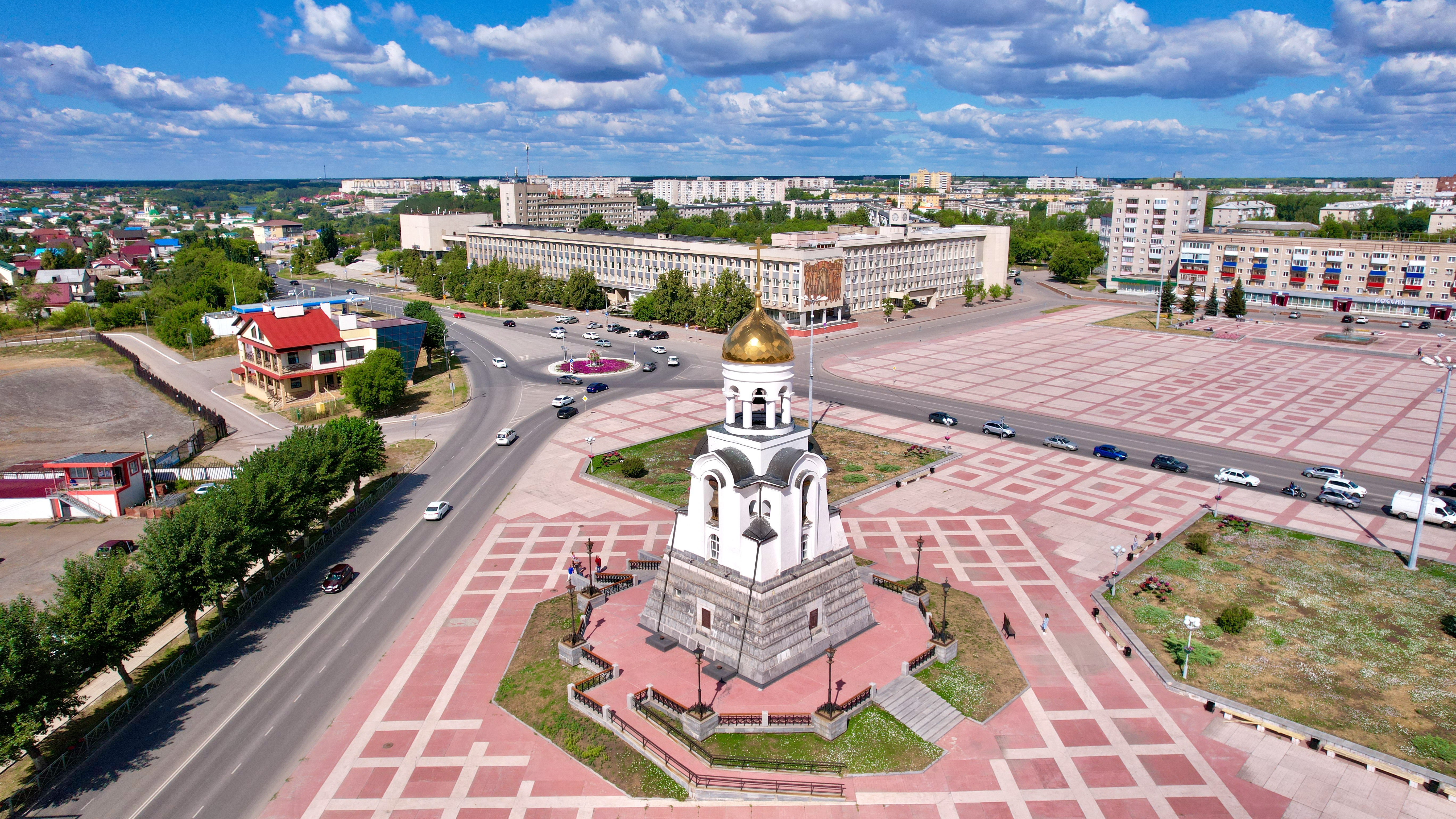
Часовня Александра Невского
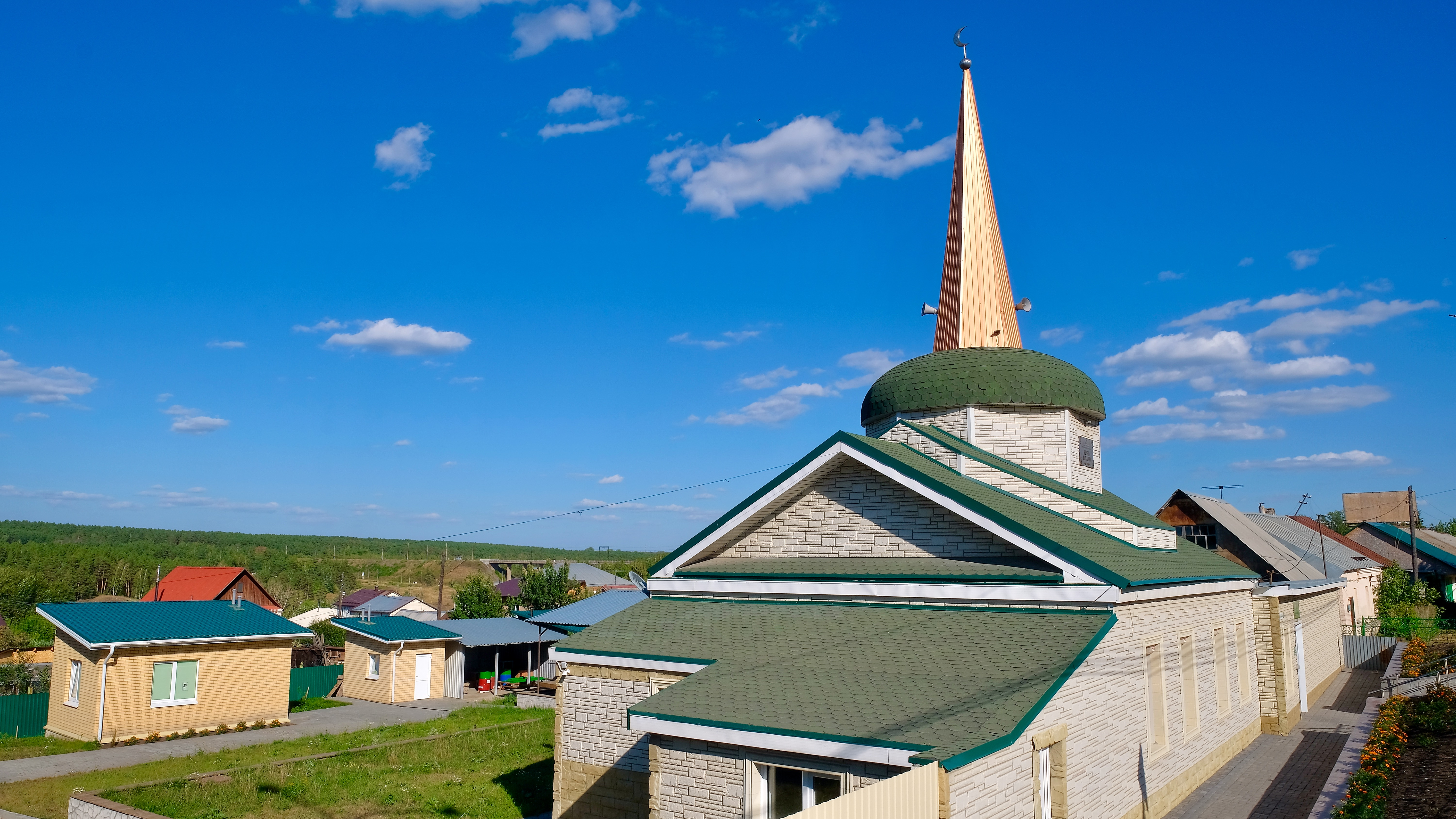
Мечеть «Рамадан»

- Спасо-Преображенский мужской монастырь
- Часовня Александра Невского
- Мечеть «Рамадан»